# Lijst van voetbalclubs in België naar stamnummer
Deze lijst bevat Belgische voetbalclubs, volgens het hun toegekende stamnummer. Deze stamnummers werden pas vanaf 1926 ingevoerd, wat tot gevolg heeft dat clubs die voor deze datum verdwenen waren niet in de lijst voorkomen. De clubs in de lijst zijn bestaande clubs of clubs die na 1926 verdwenen zijn door schrapping of door fusie met een andere club. Niet enkel clubs of verenigingen met voetbalploegen zijn aangesloten, maar ook provinciale of regionale verenigingen die meerdere clubs vertegenwoordigen hebben een stamnummer.
1. Royal Antwerp FC (Deurne (Antwerpen))
2. RWDM Brussels (Sint-Jans-Molenbeek) (sinds 2025), voorheen Daring Club Molenbeek  en  Daring Club de Bruxelles (Sint-Jans-Molenbeek)  (1895-1973)
3. Club Brugge (Brugge)
4. RFC de Liège (Luik)
5. Royal Léopold FC (Ukkel), voorheen Royal Uccle-Léopold FC (1990-1996), Royal Uccle Forestoise Léopold (1996-2001)
6. KFC Rhodienne-De Hoek (Sint-Genesius-Rode), voorheen Racing Club Bruxelles (1895-1963), Sport Sint-Genesius-Rode (1963-1996), en KFC Rhodienne-Verrewinkel (1996-2010)
7. KAA Gent (Gent), voorheen Association Royale Athlétique La Gantoise (1900-1972)
8. RCS Verviétois (Verviers) (1896-2015) - opgeheven
9. Royale Union Limbourg FC (Limburg - Dolhain), voorheen Royal Dolhain FC (1898-2014)
10. Union Sint-Gillis (Vorst - Sint-Gillis)
11. Koninklijke Racing Club Gent (Gent), voorheen Racing Club de Gand (1899-1969), RRC Gent (1969-1987), RRC Heirnis Gent (1987-1998) en KRC Gent-Zeehaven (2000-2016)
12. Cercle Brugge (Brugge)
13. Beerschot VA (Antwerpen) (sinds 2019), voorheen Beerschot VAC (1899-1999)
14. RAF Franchimontois (Theux), voorheen RSC Theux (1901-1998)
15. Royal Uccle Sport (Brussel - Ukkel) (1901-1990) - opgeheven
16. Standard Luik (Luik)
17. RFC Seraing (Seraing) (1994-1996) - opgeheven, voorheen RFC Sérésien (1904-1994)
18. Oud-Heverlee Leuven (Leuven) (sinds 2018), voorheen Stade Leuven (1903-2002)
19. KV Kortrijk (Kortrijk), voorheen Kortrijk Sport (tot 1971)
20. Royal Excelsior Sports Club (Brussel) (1929-1935) - opgeheven, voorheen Excelsior SC de Bruxelles (1904-1929)
21. Tilleur FC (Tilleur) (1899-1995) - opgeheven
22. Sporting Charleroi (Charleroi)
23. RFC Sérésien (Seraing) (1998-2014) - opgeheven, voorheen RFC Bressoux (1901-1992) en Seraing RUL (1992-1998)
24. Racing Mechelen (Mechelen)
25. KV Mechelen (Mechelen)
26. RFC Tournai (Doornik), voorheen RUS Tournaisienne (1902-2002)
27. Union Metropolitain Anvers (Antwerpen) (1907-1931) - opgeheven
28. Berchem Sport (Antwerpen - Berchem)
29. Saint-Ignace SC Antwerpen (Antwerpen) (1906-1933) - opgeheven
30. Koninklijke Lierse Sportkring (Lier) (1906-2018) - opgeheven
31. KV Oostende (Oostende), voorheen KVG Oostende (1904-1981) - opgeheven (wegens faillisement)
32. Herve FC (Herve)
33. Stade Verviétois, voorheen Racing Club Star Verviers (Verviers), Royal Star Fléron FC (Fléron), en Fléron FC (1908-2002)
34. SRU Verviers (Verviers) (1907-2010)- opgeheven
35. RSC Anderlecht (Anderlecht)
36. RRC Tournai (Doornik) (1908-2002) - opgeheven
37. K. Sporting Hasselt (Hasselt), voorheen KSC Hasselt (1964-2001) en Excelsior FC Hasselt (1908-1964)
38. KSK Ronse (Ronse), voorheen AS Renaisienne en ASSA Ronse (1906-1987) - opgeheven
39. Fenixx BeigHum (Grimbergen), voorheen KFC Borght-Humbeek (2017-2022), voorheen Humbeek FC (Humbeek) (1907-2017)
40. RUS Gold Star Liège (Luik), voorheen Union Sportive de Liège (1908-1953)
41. KFC Diest (Diest), voorheen KTH Diest (1988-2006) en FC Diest (1909-1988) - opgeheven
42. Ixelles SC (Elsene)
43. Cappellen FC (Kapellen)
44. RAEC Mons (Bergen) (1910-2015) - opgeheven
45. Rust-Roest Brugge (Sint-Kruis) (1911-????) - opgeheven
46. RFC Renaisien (Ronse) (1908-1987) - opgeheven
47. RWDM (Sint-Jans-Molenbeek) (1973-2002) - opgeheven, voorheen White Star AC en Racing White (Sint-Lambrechts-Woluwe)
48. KSC Blankenberge (Blankenberge), voorheen KSV Blankenberge (1907-2000)
49. Vilvoorde FC (Vilvoorde) (1911-2011) - opgeheven
50. Union Scolaire Saint-Gilloise (Sint-Gillis) (1911-1968) - opgeheven
51. RCS La Forestoise (Vorst)
52. K. Lyra-Lierse Berlaar (Berlaar en Lier), voorheen Koninklijke Lyra (2009-1972) en Koninklijke Lyra TSV (2017-2018)
53. AS Oostende (Oostende) (1911-1981) - opgeheven
54. KSK Tongeren (Tongeren), vroeger CS Tongrois en Tongerse Sportvereniging Cerclen voorheen van CS Union Welkenraedt-Herbestal
55. KCVV Elewijt (Zemst), vroeger Crossing FC Ganshoren, RCC Molenbeek en RCC de Schaerbeek
56. SC Toekomst Menen (Menen), vroeger KSC Menen
57. KAV Dendermonde (Dendermonde)
58. Boom FC (Boom)
59. FC Hemiksem (Hemiksem)
60. Spa FC (Luik - Spa)
61. Association Saint-Gilloise (Sint-Gillis)
62. Anderlecht FC (Anderlecht)
63. Dison Sport (Dison)
64. Tubantia Borgerhout (Borgerhout)
65. Hasseltse VV (Hasselt)
66. Scaldis SC (Antwerpen)
67. RFC Athois (Aat)
68. Oude God Sport (Mortsel)
69. Gosselies Sports (Charleroi - Gosselies)
70. RUS Quiévrain (Quiévrain)
71. Patria FC Tongeren (Tongeren)
72. Daring Club Antoing (Antoing)
73. Tongersche SV Cercle (Tongeren)
74. RFC Croatia Wandre (Luik - Wandre)
75. RCS Brainois (Eigenbrakel)
76. Royal Union Hutoise  (Hoei), vroeger RFC Huy
77. RRFC Montegnée (Saint-Nicolas)
78. CS du crédit communial de Bruxelles (Brussel)
79. Royal Wavre Limal (Limal), vroeger Wavre Sports
80. KSV Veurne (Veurne)
81. KSV Oudenaarde (Oudenaarde)
82. FC Herstal (Herstal), vroeger AS Herstalienne
83. RCS Saint-Josse (Sint-Joost-ten-Node)
84. KRC Borgerhout (Antwerpen - Borgerhout)
85. KVC Willebroek-Meerhof (Willebroek), vroeger Willebroekse SV
86. Fearless FC Ensival-Wegnez (Pepinster)
87. KSK Halle (Halle), vroeger Union Halloise
88. Koninklijk Sportverbond Antwerpens Handel (KSAH) (Antwerpen)
89. Royale Union Hodimontoise FC (Verviers - Hodimont)
90. SC Eendracht Aalst (Aalst), vroeger VC Eendracht Aalst 2002 en KSC Eendracht Aalst -opgeheven (wegens faillisement)
91. Société Sportive Malmedy 1912 (Malmedy)
92. FC Eupen 1920 (Eupen)
93. RAA Louviéroise (La Louvière)
94. RAAL La Louvière (La Louvière), vroeger RACS Couillet, Football Couillet-La Louvière, FC Charleroi en RC Charleroi-Couillet-Fleurus
95. RFC Wetteren (Wetteren), vroeger RRC Wetteren-Kwatrecht en RRC Wetteren
96. KSV Antwerpen (Antwerpen)
97. KFC Herentals (Herentals)
98. US Silencieuse Liégeoise (Luik)
99. RUS Fleurusienne (Fleurus)
100. KVK Westhoek (Ieper), vroeger KVCS Ieper en KVK Ieper
101. Royal Knokke FC (Knokke)
102. RUS Lessines (Lessen)
103. Minerve FC (Antwerpen)
104. Royal Kreglinger Sporting Club (Antwerpen) (geschrapt in 1973)
105. Royal Bell Telephone Athletic Football Club (Antwerpen)
106. Cercle des Anciens Elèves de l'Institut Rachez et du Lycée d'Anvers (Antwerpen) (geschrapt in 1929)
107. Diamant Sporting Club Anvers (Antwerpen) (geschrapt in 1929)
108. La Jeunesse d'Eupen (Eupen)
109. Amexco Football Club Anvers (Antwerpen) (geschrapt in 1928)
110. KVK Torhout (Torhout) (1920-1992)
111. APC Sporting Club Anvers (Antwerpen) (geschrapt in 1929)
112. Gaz Athletic Club Anvers (Antwerpen) (geschrapt in 1933)
113. DTC Athletic Football Club Anvers (Antwerpen) (geschrapt in 1928)
114. Westminster Foreign Bank Club (Antwerpen) (geschrapt in 1934)
115. K. Solo Voetbal Vereniging (Antwerpen)
116. Cercle Sportif de la Banque de Bruxelles Anvers (Antwerpen) (geschrapt in 1933)
117. Cercle Amical John P. Best et Compagnie (Antwerpen) (geschrapt in 1932)
118. Crédit Anversois Sporting Club (Antwerpen) (geschrapt in 1947)
119. Cercle Sportif de la Bourse financière d'Anvers (Antwerpen) (geschrapt in 1946)
120. RCS Hallois (Halle), gefuseerd in 1973 met Union Halloise tot KSK Halle (87)
121. K. A.M.I.-C.M.B. (Antwerpen)
122. Excelsior Club Courtraisien (Kortrijk) (geschrapt in 1934)
123. Melda Maldegem (Maldegem), vroeger Melde Football Club
124. Association Liégeoise (Luik-Grivegnée) (geschrapt in 1927)
125. Boechoutse VV (Boechout)
126. RCS Stavelotain (Stavelot)
127. Royale Entente Sambreville (Sambreville), vroeger Royale Entente Tamines
128. Royal Étoile Sportive Dalhemoise (Dalhem)
129. Royal Leopold Club Hornu (Hornu)
130. Ougrée FC (Ougrée)
131. KRC De Panne (De Panne)
132. KVK Tienen (Tienen), vroeger RRC Tirlemont en RRC Tienen
133. RSC Templeuvois (Doornik - Templeuve)
134. KSV Roeselare (Roeselare), vroeger KSK Roeselare
135. Red Star Sporting Club Anvers (Antwerpen) (geschrapt in 1930)
136. Royale Union Jemappes-Flénu (Jemappes) (1921-1998) - opgeheven
137. RSC Wasmes (Wasmes)
138. Union Jupilloise (Jupille) (geschrapt in 1939)
139. US de Gilly (Charleroi - Gilly) (geschrapt in 1949)
140. Union Sportive Sonégienne (Zinnik) (geschrapt in 1929)
141. ARS de la Bourse de Bruxelles (Brussel)
142. KFC Avenir Lembeek (Lembeek)
143. Royale Jeunesse Arlonaise (Aarlen)
144. Union Gantoise (Gent)
145. Beausejour FC Seraing (Seraing)
146. Daring Club Blankenberge (Blankenberge) (1921-2000)
147. Drapeau FC (Antwerpen)
148. KFC Turnhout (Turnhout), vroeger KV Turnhout en KFC Turnhout
149. Ham FC (Ham-sur-Sambre)
150. KFC Poperinge (Poperinge), vroeger KSV Poperinge
151. KSV Nieuwpoort (Nieuwpoort)
152. Copain FC Anvers (Antwerpen)
153. Bank van den Middenstand VV (Antwerpen)
154. Cahottes-Sportif (Horion-Hozémont)
155. Geschrapt in 2019. Was Beerschot VA (Antwerpen) (Beerschot VA ging verder onder stamnummer 13), vroeger KFCO Beerschot Wilrijk, KFC Olympia Wilrijk en KFC Wilrijk
156. UR Namur (Namen), vroeger Namur Sports
157. Union Sportive Suisse d'Anvers (Antwerpen) (Geschrapt in 1940)
158. K. Antwerpen's Politie Sportkring (Antwerpen)
159. Bancour Sports (Kortrijk) (geschrapt in 1936)
160. Banque de Commerce Athletic Club (Antwerpen) (Geschrapt in 1936)
161. Stade Kortrijk (Kortrijk)
162. Royale Intercorporation Liégeoise (Luik)
163. KVK Robur (Hamme)
164. Union Sportive Péruwelzienne (Péruwelz)
165. Antwerp Teléphone Football Club (Antwerpen)
166. Mercurius Sportkring Anvers (Antwerpen)
167. RFC Seraing (Seraing), vroeger Royal Francs Borains (Boussu), vroeger CS Boussu-Bois
168. Union Condruzienne Football Club
169. Arsenal de Construction Football Club Anvers (Antwerpen)
170. Guthrie Murdoch and Co Sporting Club Anvers (Antwerpen)
171. RFC Grez-Doiceau (Graven)
172. RSC Tilffois (Tilff)
173. RWA Namur (Namen)
174. Union Sportive Bancaire Anvers (Antwerpen)
175. Aulnois Sporting Club (Aulnois)
176. FC Ninove (Ninove)
177. Leuze Sports (Leuze-en-Hainaut)
178. La Hulpe SC (Terhulpen)
179. Entente Amay (Amay), vroeger Entente RC Amay en Royale Entente Racing Club Amay
180. Aurore Sportive Marbehan (Marbehan)
181. Cercle Sportif St-Roch Andrimont (Andrimont)
182. Stade Nivellois (Nijvel)
183. Navex Football Club Anvers (Antwerpen)
184. Union Momalloise (Momalle)
185. Cercle Sportif Métallurgique Hoboken (Hoboken)
186. Wevelghem Sportif (Wevelgem)
187. Football Club Saint-Louis Bouillon (Bouillon)
188. RFC Malmundaria 1904 (Malmedy)
189. KEG Gistel (Gistel)
190. Stade Waremmien FC (Borgworm)
191. Union Namêchoise (Namêche)
192. Union Oleyenne (Oleye)
193. Entente Anversoise (Antwerpen)
194. Entente Brugeoise (Brugge)
195. Entente Gantoise (Gent)
196. Entente Liégeoise (Luik)
197. Entente R. Standard Club Liège – R. Tilleur FC – AS Herstalienne (Luik)
198. Entente Malinoise (Mechelen)
199. RAS Jodoigne (Geldenaken), vroeger Sporting Club Jodoignois
200. Excelsior Virton (Virton)
201. KSC Maccabi Voetbal Antwerpen (Antwerpen)
202. Union Football Club Haneffe (Haneffe)
203. Albert Star Club de Carlsbourg (Carlsbourg)
204. Étoile Sportive Vaux-lez-Rosières (Vaux-lez-Rosières)
205. Entente Wartet (Wartet)
206. Victoria FC Louvain (Leuven)
207. Football Club Binchois (Binche)
208. Milmort FC (Milmort)
209. Glons Football Club (Glons)
210. Turnhoutse SK HIH (Turnhout)
211. Vigor Wuitens Hamme (Hamme)
212. Éclair Football Club Aubel (Aubel)
213. UR La Louvière Centre (La Louvière - Haine-Saint-Pierre), vroeger URS du Centre
214. Stade Hollognois (Grâce-Hollogne)
215. RFC Wallonia Hannut (Hannuit), vroeger RFC Hannutois
216. Royal Excel Moeskroen (Moeskroen), vroeger R. Mouscron-Péruwelz en RRC Péruwelz
217. Football Club Banque Liégeoise (Luik)
218. VV Tielt (Tielt)
219. Wescott Sporting Club Anvers (Antwerpen)
220. Libertas Sporting Club (Antwerpen)
221. Sint-Niklase SK (Sint-Niklaas)
222. Houlteau Football Club (Houlteau)
223. Daring Club Leuven (Leuven) (1922-2002), gefuseerd tot Oud-Heverlee Leuven (18)
224. Excelsior Moeskroen (Moeskroen)
225. KSV Sottegem (Zottegem)
226. Football Club de Trooz (Trooz - Prayon), vroeger Prayon FC
227. Ottignies Sports (Ottignies)
228. KFC Brasschaat (Brasschaat), vroeger Sint-Mariaburg AC, AC AC Sint-Mariaburg en KACV Brasschaat
229. Concordia Football Club Pepinster (Pepinster)
230. Standaard Athletiek Diest (Diest)
231. KFC Eeklo (Eeklo), vroeger FCE Meetjesland
232. Bilzerse Waltwilder VV (Bilzen), vroeger Bilzerse VV
233. Ganda Athletic Club (Gent)
234. Goutroux Sports (Charleroi - Marchienne-au-Pont)
235. Union Sportive Couillet (Couillet)
236. Entente Blegnytoise (Blegny)
237. Télégraph Club Liégeois (Luik)
238. Union Sportive d'Auvelais (Auvelais)
239. Excelsior AC Sint-Niklaas (Sint-Niklaas)
240. Houtain Football Club (Houtain-le-Val)
241. Melle Sport (Melle)
242. Olympic Charleroi Châtelet Farciennes (Charleroi), vroeger ROC de Charleroi-Marchienne, Olympic Club de Montignies-sur-Sambre en Olympic Club de Charleroi
243. RES Couvin-Mariembourg (Mariembourg)
244. Scarabee Club Yvoir (Namen)
245. RSC Athusien (Athus)
246. RFCB Sprimont (Sprimont), vroeger Sprimont Comblain Sport, Sprimont Comblain Sportive en Sprimont Sportive
247. Elan Dalhem (Dalhem)
248. Juprelle Union FC (Juprelle)
249. RCS Florennois (Florennes)
250. RA Marchiennoise des Sports (Marchienne-au-Pont)
251. RRC Vottem (Vottem)
252. Stade de Bruxelles (Brussel), vroeger US de Laeken
253. KFC Duffel (Duffel)
254. KSK Hoboken (Hoboken)
255. KFC Roeselare (Roeselare)
256. KFC Union Leopoldsburg (Leopoldsburg)
257. KSK United Geraardsbergen (Geraardsbergen), vroeger KSV Geraardsbergen
258. Wallonia SC Mettet (Mettet)
259. ARS de l'Entité de Floreffe (Floreffe), vroeger RSC Soye-Floreffe
260. Excelsior FC Lambermontois (Lambermont)
261. Football Couillet Marcinelle (Marcinelle), vroeger RFC Sportif Marcinelle
262. RUA Trois Frontières (Plombières), vroeger RUA Plombières
263. FC Zwarte Leeuw Vilvoorde (Vilvoorde)
264. Cercle Sportif Andennais (Andenne), vroeger RUS Andenne-Seilles
265. RCSJ de Grivegnée (Grivegnée)
266. RRC d'Etterbeek (Etterbeek)
267. Football Club Lothois (Lot)
268. FC Étoile Sportive Gand (Gent) - opgeheven
269. KRC Genk (Genk), vroeger KFC Winterslag
270. Standard FC Bouillon (Bouillon)
271. KVK Beringen (Beringen), vroeger KVV Vigor Beringen
272. Standaard Bruyèretois (Welkenraedt)
273. KVV Vlug en Vrij Stokkem (Stokkem)
274. RFC Entente Enghien Sports (Edingen)
275. RUC Verviétoise (Verviers)
276. Slavia Winterslag
277. KSV Bornem (Bornem), vroeger FC Klein Brabant en KSV Klein Brabant-Bornem
278. Stade Brainois ('s-Gravenbrakel), vroeger Stade Braine
279. Hooger Op Leuven (Leuven)
280. Standard FC Andrimont (Andrimont)
281. Koninklijke West-Vlaamse Bedrijfssportbond (West-Vlaanderen)
282. KGS Middelkerke-Leffinge (Middelkerke), vroeger Gold Star Middelkerke
283. KFC Wuustwezel (Wuustwezel)
284. Verbroedering Hemiksem (Hemiksem), vroeger AC Hemiksem
285. Ruisbroek FC (Ruisbroek)
286. KFC Muizen (Muizen)
287. CS Visé (Wezet), vroeger RCS Visétois
288. Léopold Club Mesvinois (Mesvin)
289. Sint-Truidense VV (Sint-Truiden)
290. KFC Belgica Edegem (Edegem) - in 1967 gefuseerd met KVV Edegem Sport tot KVV Belgica Edegem Sport
291. KVV Edegem Sport (Edegem)
292. RFC Queue-du-Bois (Queue-du-Bois), vroeger RFC Queue-du-Bois-Bellaire
293. Westerlo Football Club (Westerlo)
294. KFC Grobbendonk (Grobbendonk)
295. RAS Anderlecht-Veeweyde (Anderlecht)
296. Cercle Sportif Buysinghen (Buizingen)
297. Verenigd Tervuren-Duisburg (Tervuren), vroeger KNS Tervuren en KV Tervuren
298. RES Templiers-Nandrin (Nandrin - Yernée-Fraineux), vroeger RES Templiers-Neupré
299. KFC Verbroedering Geel (Geel)
300. KVV Ons Genoegen Vorselaar (Vorselaar)
301. Esneux Sportif (Esneux)
302. KVV Sparta Schaffen (Schaffen)
303. Netha Football Club Herentals (Herentals)
304. RFC Evere (Evere)
305. VC Hooger-Op Bouwel (Grobbendonk - Bouwel)
306. RAC Leuze-Longchamps (Eghezée-Leuze)
307. FC Heystoise (Knokke-Heist - Heist)
308. KVK Niel (Niel), vroeger Niel FC, Nielsche SK, Nielsche AC, Nielse SV
309. KVK Zaventem (Zaventem)
310. FC 1912 Raeren-Eynatten (Raeren), vroeger RFC 1912 Raeren
311. KVV Standaard Meulestede (Meulestede)
312. Europa 90 Kraainem FC (Kraainem)
313. KV Sparta Ertvelde-Rieme (Ertvelde)
314. K Ramsel FC (Ramsel)
315. KVO Aarschot (Aarschot)
316. Zandhovense SK (Zandhoven)
317. CS de Schaerbeek (Brussel - Schaarbeek)
318. FC Verbroedering Wevelghem (Wevelgem)
319. KFC Heultje (Heultje)
320. RU Wallonne Ciney (Ciney)
321. RSD Jette (Brussel - Jette), vroeger Scup Jette
322. Union FC Marche (Marche-en-Famenne)
323. Excelsior FC Moustier (Moustier)
324. KFC Vlug en Vrij Bornem (Bornem)
325. Haacht United (Haacht), vroeger KVC Haacht, KVV Olympia Haacht-Wespelaar, Wespelaar Sportief en KV Olympia Wespelaar (Wespelaar)
326. RCS Entente Mosane (Godinne)
327. Olympic Pirates Deurne - Borgerhout (Antwerpen - Deurne), vroeger KVC Olympic Deurne, K. Olympic VK Antwerpen, Olympic SC Antwerpen
328. Geschrapt in 1945. Was Temsche SK (Temse), in 1945 verdwenen in fusie met KV Temsica (807) tot KSV Temse (4297)
329. Royal Entente Mons Nord (Obourg), vroeger RES Obourg-Nimy-Maisières en RAS Nimy-Maisières
330. Stade Mouscronnois (Moeskroen)
331. RSA Forchies (Forchies-la-Marche)
332. Châtelineau Sportif (Châtelet)
333. FC Châtelineau (Châtelet)
334. Kortenberg FC (Kortenberg)
335. Beringen FC (Beringen)
336. RSC Entente Engis (Engis)
337. RFC Union La Calamine (Kelmis)
338. RFC Ressaix (Ressaix)
339. RFC Chaudfontaine (Chaudfontaine), vroeger REV Chaudfontaine
340. KWS Club Lauwe (Lauwe)
341. SC City Pirates Antwerpen (Merksem), vroeger K. Merksem SC, Olse Merksem SC en Merksem-Antwerpen Noord SC
342. FC Waereghem Sportief (Waregem)
343. Waterschei SV Thor Genk (Genk)
344. CS de la Salm (Vielsalm), vroeger RSS Salmienne
345. RRC de Boitsfort (Bosvoorde), vroeger RRC Boitsfort en RRC Bruxelles
346. KVK Waaslandia Burcht (Burcht)
347. RUS Léglise (Léglise)
348. KVV Looi Sport Tessenderlo (Tessenderlo)
349. KV Westmalle (Westmalle), vroeger Patria Westmalle
350. KFC Wezembeek-Oppem (Wezembeek-Oppem)
351. Bocholter VV (Bocholt)
352. KFC Wakken (Wakken)
353. KFC Lentezon Beerse (Beerse)
354. KFC Dessel Sport (Dessel)
355. Ans FC (Ans)
356. CS Tubizien (Tubeke)
357. KCS Machelen (Machelen)
358. RFC Ecaussinnois (Écaussinnes)
359. ASSA Berchem-Audenaerde (Kluisbergen) (1926-1938) - opgeheven
360. FC L'Etoile Opheylissem (Opheylissem)
361. Vignos FC (Antwerpen)
362. Zwartberg FC (Genk), voorheen Sporting Club des Liègeois
363. KFC Peutie (Peutie)
364. KFC Evergem-Center (Evergem)
365. Rochus Deurne (Deurne), vroeger Sint-Rochus FC Deurne en Rochus FC Deurne
366. FC Saint-Nicolas Liège (Saint-Nicolas)
367. RUS Fossoise (Fosses-la-Ville)
368. Racing Club de Waterloo (Waterloo)
369. KFC Herenthout (Herenthout)
370. Royale Entente Carolorégienne
371. Cercle Sportif Saint-Louis Athus (Athus)
372. RFC Houdinois (La Louvière - Houdeng-Gœgnies)
373. Reed Star (Grand-Leez)
374. La Royale Union Sambrevilloise (Sambreville), vroeger Moignelée Sports
375. Châtelet-Farciennes SC (Châtelet), vroeger Châtelet SC
376. FC St-Jozef SK Rijkevorsel (Rijkevorsel)
377. Avenir Libramontois FC (Libramont)
378. Jeunesse Sportive de Libramont (Libramont)
379. Genk VV (Genk)
380. Standaard Football Club Beveren-Waes (Beveren)
381. Cercle Sportif Espérance Tubize (Tubeke)
382. Vroenhoven VV (Vroenhoven)
383. Voetbal Club Standaard Elen (Elen)
384. Football Club Scela Zele (Zele)
385. Geschrapt in 1945. Was KV Temsica (Temse), in 1945 verdwenen in fusie met Temsche SK (501) tot KSV Temse (4297)
386. Entente des Clubs de Mons et Extension
387. Hechtel VV (Hechtel)
388. KMSK Deinze (Deinze) - opgeheven
389. Torhout 1992 KM (Torhout), vroeger SK Torhout
390. Neerpelt VV (Neerpelt)
391. FC Wezel Sport (Mol), vroeger Wezel Sport, KFC Racing Mol-Wezel en KFC Wezel
392. Hoeselt VV (Hoeselt)
393. KFC Mol (Mol), vroeger KV Mol Sport
394. KMJ FC Zichem (Zichem)
395. KFC Meerhout Sport (Meerhout)
396. VC Traplust Neerpelt (Neerpelt)
397. RUFC Ransartoise (Ransart), vroeger Union FC Ransartoise en RUS Ransart
398. KFC Verbroedering Arendonk (Arendonk)
399. KFC Mandel United (Izegem en Ingelmunster), vroeger KFC Izegem
400. Maaseik FC (Maaseik)
401. D.E.S.Berchem-Audenaerde (Kluisbergen) (1927-1929) - opgeheven
402. CRS Chaudfontaine (Chaudfontaine)
403. KFC Kuurne Sport (Kuurne)
404. KFC Schoten SK (Schoten)
405. Union Farciennoise (Farciennes)
406. Cercle Sportive Nalinnes (Nalinnes)
407. Royale Étoile Sportive Orgeotoise (Orgeo)
408. Olympic Rumois
409. Daring Club Ruddervoorde (Ruddervoorde
410. Hoogstraeten Football Club (Hoogstraten)
411. Football Club Transinnois (Transinne)
412. Astric Club Bailleulois
413. Koninklijke Voetbal Vereniging Scherpenheuvel Sport (Scherpenheuvel), vroeger Scherpenheuvel Sport
414. Union Sportive Schaerbeekois (Schaarbeek)
415. Union Sportive Dergneau (Dergneau)
416. Nervienne Sports Farciennes (Farciennes)
417. Football Club Dilbeek (Dilbeek)
418. Union Sportive Tirlemontoise (Tienen)
419. Royal Football Club Messancy (Messancy), vroeger FC RJ Sp. Messancy
420. Union Football Club Miécret (Miécret)
421. Union Sportive Lambusart (Lambusart)
422. Saint-Gérard Football Club (Saint-Gérard)
423. Football Club Heppignois
424. Haccourt Football Club
425. Heverlee Football Club (Heverlee)
426. Football Club Bonneville
427. Oupeye FC (Oupeye)
428. Dieghem Sportief (Diegem)
429. KOVC Sterrebeek (Sterrebeek)
430. Fooz Football Club
431. Geschrapt. Was Excelsior Football Club Lebbeke (Lebbeke)
432. Football Club Roclengeois
433. Union Sportive Rossart
434. Roux Sports
435. Sportvereeniging Zwaluwen Koningsloo
436. Léopold Club Bouge
437. Racing Club Herseautois (Herseeuw)
438. Villers Football Club Villers-l'Évêque
439. Brusthem Football Club (Brustem)
440. Espoir Football Club Berloz (Berloz)
441. Football Club l'Étoile Avernas-le-Bauduin
442. Houtain St-Siméon Football Club
443. Football Club Haren Sportif
444. KSC Grimbergen (Grimbergen)
445. Union Sportive Framerisoise (Frameries)
446. Association Leuze-Lignette (Leuze-en-Hainaut), vroeger FC Lignette
447. Étoile Sportive du Thier à Liège
448. Rosoux Football Club
449. Sportkring Gulleghem
450. Red Star Football Club Leuven
451. Football Club Mouland Sportif (Moelingen)
452. Football Club Novillois
453. Football Club Sainte-Marguerite Péronnes-lez-Binche
454. Voetbal Vereeniging Volharden Aalst
455. Voetbal Club Léopold Elewijt (Elewijt)
456. Étoile Sportive Habaru
457. Association Sportive Victoria Bruxelles
458. Club Athlétique Société Française Bruxelles
459. Hooger-Op Scherpenheuvel
460. Oificium Football Club Anvers
461. Gives Football Club
462. KFC Eendracht Zele (Zele), vroeger Sportkring Zele
463. Cercle Sivry Sports
464. Red Star Club Houtain-St-Siméon
465. Association Sportive Hollognoise
466. Lanaken VV (Lanaken)
467. KFC Moedige Duivels Halen (Halen)
468. Banneux FC (Banneux)
469. Vlug & Vrij Overpelt-Usines (Overpelt)
470. KFC Nijlen (Nijlen), vroeger KFC SV Nijlen
471. KV Brucom Sportief (Sint-Pieters-Leeuw)
472. Ternesse VV Wommelgem (Wommelgem)
473. KFC De Vrede Wechelderzande (Wechelderzande)
474. Schilde SK (Schilde)
475. Wijnegem VC (Wijnegem)
476. Racing Club Alostois
477. Sportkring Cruyshautem
478. Cercle Sportif St-Clément Watermael
479. F.C. Cheminots P.T.T. Charleroi
480. Racing Club Hemptinne
481. Football Club Vooruit Aalst
482. Belgian Grain F.C. Anvers
483. Cook's Antwerp Football Club
484. F.C. Zulte Leiezonen
485. Roodenborg Sport Schooten
486. Granos Football Club Anvers
487. Palace Sportif Bruxelles
488. Football Club Derby Gotthem
489. Jong maar Moedig Deinze
490. Club Sportif T.E.P. Charleroi
491. Zurenborg Sport
492. St-Carolus Sportkring Anvers
493. Concordia Football Club Brasschaet
494. Deurne-Zuid Sportkring
495. Union Sportive St-Adrien Bruxelles
496. Sp. Club St-Benoit Labre Bruxelles
497. Voetbal Club Moorsel
498. Nooit Verwacht Beersse
499. KFC Zwarte Leeuw (Rijkevorsel), vroeger KFC Zwarte Leeuw Rijkevorsel en FC Zwarte Leeuw
500. CS Olen (Olen)
501. Football Club Boulaer Sport
502. St-Dionysius F.C. Putte-Cappellen
503. Excelsior Football Club Diest
504. Football Club De Eikelaer Kortrijk
505. Football Club Vriendschap Grammene
506. Onder Ons Cruyshautem
507. Les Armuriers En Avant Supporters Club Herstal
508. Amicale Sportive des Cuisiniers de la Province de Liège
509. Verein für Rasensport Kettenis
510. Toonkunstenaars Sport Antwerpen
511. Étoile Sportive Fexhe Slins
512. Club Sportif Lovanabank Louvain
513. V.V. De Breydelzonen Roulers
514. F.C. Olympia Oostende
515. Eendracht FC Zoersel (Zoersel)
516. Sporting Club du Nord
517. Sportkring Boisschot
518. Antonia FC (Zoersel), vroeger Antonia FC Zoersel
519. Daring Club Bousval
520. Leiesport Wielsbeke
521. Cercle Sportif de la Banque Gantoise de Crédit
522. Woodward Zout-Leeuw
523. Union Sportive Heinsch
524. Moedig Vooruit Ousselghem
525. Groupement Corporatif du Bassin de Charleroi
526. Red Star Waregem (Waregem)
527. Royale Entente des Clubs du Centre
528. Jeunesse Freylangeoise (Aarlen)
529. Vermaak na Arbeid (Hoogstraten)
530. Jumet SC (Jumet)
531. Lindbergh Club Givry (Givry)
532. FC Spy (Jemeppe-sur-Sambre - Spy)
533. VC Ardooie Sport (Ardooie)
534. RUS Flobecquoise (Vloesberg)
535. CS Vielsalm (Vielsalm)
536. Voetbalvereeniging Loo VV (Hamont)
537. KSK Jecora Tongeren (Tongeren)
538. Étoile FC Poulseur (Comblain-au-Pont - Poulseur)
539. RCS Halanzy (Halanzy)
540. Comblain Sport (Comblain), vroeger Espérance FC Oneux
541. Alliance Melen-Micheroux (Soumagne - Melen)
542. KFC Meulebeke (Meulebeke)
543. Alost Sports (Aalst)
544. Sport St-Genesius-Rode (Sint-Genesius-Rode)
545. KFC Hesbania Genoelselderen Riemst (Riemst)
546. SC Beernem (Beernem)
547. Groen Wit Nijlen (Nijlen)
548. RFC Hottonanis (Hotton)
549. Olympia SC Wijgmaal (Wijgmaal)
550. Nijlen Sportvrienden (Nijlen)
551. URSL Visé (Wezet), vroeger URS Lixhe-Lanaye
552. KFC St-Lenaarts (Brecht)
553. Entente Club Football du Hainaut (?)
554. Standaard SV Denderleeuw (Denderleeuw)
555. Standard Club Oheytois (Ohey)
556. RES Aubange (Aubange)
557. KV Zuun (Zuun)
558. BS Anhee (Anhée)
559. Royal Fleurus Sports (Fleurus)
560. KFC Lint (Lint)
561. KVC Oostmalle Sport (Malle)
562. Union Rixensartoise (Rixensart), vroeger RAS Rosières-Rixensart en Rixensart FC
563. Excelsior FC Évelette-Jallet (Évelette), vroeger Excelsior FC Evelette
564. KVV Hoeselt (Hoeselt), vroeger Alt-Hoeselt VV
565. KFC Helzold (Zolder), vroeger Helzold FC
566. RUS Ethe Belmont (Virton)
567. SK Wevelghem (Wevelgem)
568. Modave SC (Modave)
569. Union Saint-Georges de Sinsin-Waillet (Sinsin)
570. KSK Oelegem (Ranst)
571. Racing Club Harelbeke (Harelbeke/Ingelmunster), vroeger Sporting West Harelbeke, SWI Harelbeke, KSV Ingelmunster en KSV Ingelmunster Zuid-West
572. RES Jamboise (Jambes)
573. RCS Libramontois (Libramont)
574. Étoile Boraine-Quaregnon (Quaregnon)
575. KVC Arbeid Adelt Rekem (Rekem)
576. RCS Anthisnois (Anthisnes)
577. Leopold Club Walcourt (Walcourt)
578. RUS Rebecquoise (Rebecq)
579. KRC Zuid-West-Vlaanderen (Harelbeke), vroeger KRC Harelbeke
580. Dottignies Sport (Moeskroen - Dottenijs)
581. KVC Deerlijk Sport (Deerlijk)
582. VC Linkeroever (Antwerpen), vroeger Sparta FC Zwijndrecht en Sparta Linkeroever FC
583. Bevel FC (Bevel)
584. Sportvereeniging Rumbeke (Roeselare - Rumbeke)
585. RUS Belstam (Belœil)
586. ES Wanze/Bas-Oha (Wanze - Bas-Oha), vroeger RJS Bas-Oha
587. Dinant FC (Dinant)
588. Victoria VV 's Herenelderen (Tongeren)
589. Étoile Sportive Moncelloise (Monceau-sur-Sambre)
590. Soignies Sports (Zinnik)
591. RFCE Maurage (Maurage), vroeger RFC Etincelle B. Maurage
592. Sougne-Remouchamps Sport (Aywaille)
593. Alliance Clavinoise SC (Clavier)
594. Union Saint-Ghislain Tertre-Hautrage (Saint-Ghislain - Tertre), vroeger RUS Tertre-Hautrage
595. RFC 1924 Sankt-Vith (Sankt Vith)
596. ERC Hoeilaart (Hoeilaart), vroeger KRC Hoeilaart
597. KAC Olen (Olen)
598. RFC Wiersien (Péruwelz)
599. Verbroedering Balen (Balen)
600. Brecht SK (Brecht)
601. Football Club Congo Lembecq (Lembeek)
602. Standaard FC Lokeren (Lokeren)
603. KWS Oudenburg (Oudenburg)
604. RFC Bioul 81 (Bioul)
605. KFC Heidebloem Pulderbos (Pulderbos)
606. RFC Turkania Faymonville (Faymonville)
607. RCS Paturageois (Paturages), vroeger RCS Paturages
608. RCS Xhorisien (Xhoris)
609. KSK Geluwe (Geluwe)
610. KFC Scela Zele (Zele)
611. RSC Muno (Muno)
612. Excelsior Stéphanois (Court-Saint-Étienne)
613. FC Welkenraedt (Welkenraedt), vroeger Alliance Bruyère-Welkenraedt
614. KVK Avelgem (Avelgem)
615. KFC Putte (Putte)
616. RCS Condruzien (Achet (Hamois))
617. RRC Estaimpuis (Estaimpuis)
618. KFC Paal-Tervant (Paal), vroeger KFC Flandria Paal
619. FC Genappe (Genepiën), vroeger RCS Ways-Genappe
620. RRC Trois-Ponts (Trois-Ponts)
621. KVV Coxyde (Koksijde)
622. RWDM Brussels FC (Sint-Jans-Molenbeek), vroeger KFC Strombeek en FC Molenbeek Brussels Strombeek
623. KFC Meise (Meise)
624. Entente Marche FC (Marche-en-Famenne)
625. KSK Vlamertinge (Vlamertinge)
626. Alliance FC Oppagne-Weris (Durbuy - Wéris)
627. RFC Comblain-la-Tour (Comblain-la-Tour)
628. K.V. Diksmuide Oostende (Diksmuide, Oostende) voorheen KSV Diksmuide
629. Aywaille FC (Aywaille)
630. KSK Wenduine (Wenduine)
631. KFC Lommel SK (Lommel)
632. RUS Stree (Modave - Stree-Lez-Huy)
633. Hezemeer Sport Meerhout (Meerhout)
634. Berg En Dal Meerhout (Meerhout)
635. Achel Sport (1933-1936), nu Achel VV (stamnummer 2753)
636. Sport Na Arbeid Meerhout (Meerhout)
637. KVC Westerlo (Westerlo), vroeger Westerlo Sport
638. Olen United (Olen), vroeger Achter-Olen VV
639. SK Westerlo (Westerlo)
640. FC Averbode-Testelt-Okselaar (Averbode), vroeger FC Averbode-Okselaar, Everbeur Sport-Averbode, Everbeur Sport
641. KFC Zoerle Sport (Westerlo - Zoerle-Parwijs)
642. KFC Tonderlo (Westerlo - Tongerlo)
643. Standaard FC Vorst (Laakdal - Vorst)
644. KSV Mol (Mol)
645. Witgoor Sport Dessel (Dessel)
646. Olsene Sportief (Zulte - Olsene)
647. Eendracht Club Rotem (Dilsen-Stokkem)
648. Overpeltse VV (Overpelt)
649. KSV Moorsele (Wevelgem - Moorsele)
650. RFC Orp-Noduwez (Orp-Jauche), vroeger Albert FC Gethois Orp
651. Oreye Union (Oerle)
652. RUS Herseautoise (Moeskroen - Herzeeuw)
653. RUS Marbehan (Habay - Rulles)
654. KSK Zingem (Zingem)
655. RLC Folx-les-Caves (Orp-Jauche - Folx-les-Caves)
656. RC Haecht (Haacht)
657. Rupel-Boom FC (Boom), vroeger Rupel SK
658. AC Green Star Anderlecht (Anderlecht)
659. Eendracht VV Genenbos (Lummen)
660. VC Lot Sportief (Beersel - Lot)
661. Hoeselt VV (Hoeselt)
662. As-Niel United (As), vroeger As VV
663. KFC Itegem (Heist-op-den-Berg - Itegem)
664. Union Auderghem (Oudergem)
665. KFC Excelsior Bouwel (Grobbendonk - Bouwel)
666. RFC Sparta Sint-Jans-Molenbeek (Sint-Jans-Molenbeek)
667. Alliance des Hautes Fagnes (Waimes - Sourbrodt), vroeger RFC de la Roer
668. Vrijheid Zolder (Heusden-Zolder)
669. RUS Les Bulles (Chiny - Les Bulles)
670. Allemaal Samen Verbroedering Geel (Geel), vroeger Hand In Hand Meerhout, FC Verbroedering Meerhout en FC Verbroedering Geel-Meerhout
671. Lorca FC Nord (?)
672. KFV Hedes (Destelbergen - Heusden), vroeger KFC Heusden Sport
673. KVK Wemmel (Wemmel)
674. US Albert (?)
675. FC Élougeois (Dour - Élouges)
676. Wallonie FC Nessonvaux (Trooz - Nessonvaux)
677. KFC Tielen (Tielen)
678. Vlug En Vrij Meerhout (Meerhout)
679. KVV Zwaluwen Olmen (Balen - Olmen)
680. Blauwvoet Oevel (Westerlo - Oevel)
681. RES Mussonnaise (Musson)
682. Gembloux Sports (Gembloers)
683. RRC Stockay-Warfusee (Saint-Georges-sur-Meuse)
684. KHO Merchtem-Brussegem (Merchtem), vroeger KHO Merchtem
685. RFC Natoye (Hamois - Natoye)
686. RFC de Winenne (Beauraing - Winenne)
687. KFC Marke (Marke)
688. KSV Hulshout (Hulshout)
689. RLC Bastogne (Bastenaken)
690. FC de Bertrix (Bertrix)
691. KFC Aalbeke Sport  (Aalbeke), vroeger KFC Vereniging Aalbeke-Rollegem
692. RUS Saint-Roch Soy (Érezée - Soy)
693. KFC Linda Olen (Olen)
694. Jespo Comines-Warneton (Komen-Waasten - Waasten), vroeger Royal Union Cominoise
695. KSK Beveren (Beveren-Waas), vroeger SK Beveren-Waas
696. RFC Baulet (Fleurus - Wanfercée-Baulet)
697. KVC Rosselaar Hulsen Sportief (Balen)
698. Rekkem Sport (Menen - Rekkem)
699. RFC Perwez (Perwijs)
700. Hoogstraten VV (Hoogstraten)
701. KFC De Toekomst Menen (Menen)
702. KVK Ninove (Ninove - Meerbeke)
703. RFC Ouffet-Warzée (Ouffet - Warzée)
704. Grand-Leez Sport (Grand-Leez)
705. RUS Louftemont (Léglise)
706. KVV Vosselaar (Vosselaar)
707. Royale Union Limaloise (Limal)
708. KHIH Hoepertingen (Borgloon)
709. RJR Aye FC (Marche-en-Famenne - Aye), vroeger Jeunesse Reunie d'Aye
710. Houthalen VV (Houthalen-Helchteren), vroeger Sporting Houthalen
711. Alliance FC Cuesmes (Nimy - Cuesmes)
712. FC Roode Ster Tongeren
713. Stade Pont à Cellois
714. FC Mazée
715. KFC Ham United (Ham), vroeger Taxandria FC Kwaadmechelen
716. Excels. F.C. Neerheylissem
717. SK Dilbeek (Dilbeek)
718. RCS de Genval (Rixensart - Genval)
719. FC Perck  (Perk (België))[bron?]
720. SK Elewijt (Elewijt)
721. FC Elewijt (Elewijt)
722. Houthem Sport (Houtem)
723. Sparta VV Melsbroek (Melsbroek)
724. FC Berg Op (Berg)
725. Klauwaerts Weerde (Weerde)
726. William Ellie Club
727. Neeroeteren FC (Maaseik - Neeroeteren)
728. Voort Sp. Heusden Vereen
729. KVV Weerstand Koersel (Beringen - Koersel)
730. Harzé FC (Aywaille - Harzé)
731. Étoile Sp. Mariembourg
732. Football Club Laer (Zemst-Laar)
733. Braives FC
734. Sportkring Verbrande Brug
735. De Toekomst Haekendover
736. US Beauraing (Beauraing)
737. FC Eppegem (Eppegem)
738. FC Zennestampers Weerde (Weerde)
739. FC Klauwaerts Hofstade (Hofstade)
740. FC Espoir Op Heylissem
741. Anhée FC (Anhée)
742. RUS Durnal (Yvoir - Durnal)
743. Union Wanlinoise (Houyet - Wanlin)
744. Stal Sport Koersel (Beringen - Koersel)
745. RCS Polonia Retinne (Fléron - Retinne)
746. Boorsem Sport (Maasmechelen - Boorsem)
747. KFC Sint-Martinus Halle (Zoersel - Halle)
748. RCS Hastièrois (Hastière)
749. SV Moorslede (Moorslede)
750. Wallonia Libin (Libin)
751. Meerle FC (Hoogstraten - Meerle)
752. RAEC Sclayn (Andenne - Sclayn)
753. KSV White Star Adinkerke (De Panne - Adinkerke)
754. Sorée FC (Gesves - Sorée)
755. FC Esperanza Pelt (Neerpelt), vroeger Esperanza Neerpelt
756. Stormvogels Koekelare (Koekelare)
757. Étoile Wegnez (Pepinster - Wegnez)
758. KVV Sint-Denijs Sport (Sint-Denijs-Westrem)
759. KVC Zwarte Duivels Westmeerbeek (Hulshout - Westmeerbeek)
760. KFC Meer (Hoogstraten - Meer)
761. Lommel United (Lommel - Overpelt), vroeger KVV Overpelt Fabriek en KVSK United Overpelt-Lommel
762. KFC Sparta Haacht Tildonk (Haacht), vroeger KFC Sparta Haacht Statie
763. Halle VV (Zoutleeuw - Halle-Booienhoven)
764. KVC Delta Londerzeel (Londerzeel)
765. KSK Bree (Bree)
766. Standard FC Bièvre (Bièvre)
767. Excelsior de Fouches Arlon (Aarlen)
768. K. Bolderberg FC (Heusden-Zolder)
769. SC Mussy (Musson - Mussy-la-Ville)
770. K. Beringen-Heusden-Zolder (Beringen), vroeger KSK Heusden en Heusden-Zolder SK
771. Kampenhout SK (Kampenhout)
772. Millen VV (Millen)
773. KFC Lille (Lille)
774. KFC Kluisbergen (Kluisbergen), vroeger KFC Ruien
775. Sparta Waasmunster (Waasmunster)
776. KFC Eksel (Hechtel-Eksel)
777. Berg-Op FC Beerzel (Putte - Beerzel)
778. KFC Poederlee (Poederlee)
779. VC Vlug en Vrij Terhagen (Terhagen - Rumst) (geschrapt in 1967)
780. Vlimmeren Sport (Beerse - Vlimmeren)
781. Opgeheven. Was Eisden Sport Maasmechelen (Maasmechelen), vroeger Blauwe Ster 61 - Eisden Sport en Eisden Sportief
782. Lanklaarse VV (Dilsen-Stokkem)
783. RFC Rhisnois (La Bruyère - Rhisnes)
784. RCS Profondeville (Profondeville)
785. Vlug-Op Steenokkerzeel (Steenokkerzeel)
786. Hechtel FC (Hechtel-Eksel)
787. Eendracht Niel (As - Niel-bij-As) (stamnummer geschrapt)
788. KFC Baasrode (Dendermonde - Baasrode)
789. RCS Welkenraedt (Welkenraedt)
790. VC Zwarte Duivels Molenstede (Molenstede)
791. KBSK Retie (Retie), vroeger Retie SK
792. SC Koningslo-Mutsaard, voorheen Koningsloo FC (Vilvoorde)
793. Noordstar VV (Herentals - Noorderwijk)
794. KV Hooikt (Lier - Koningshooikt)
795. KV Herselt (Herselt)
796. Gastuche FC
797. Eendracht Gingelom (Gingelom)
798. KFC Oostakker (Oostakker)
799. Sporting Nederokkerzeel (Nederokkerzeel)
800. KFC Rita Berlaar (Berlaar)
801. Avenir Fouron FC (Voeren - 's-Gravenvoeren)
802. RES Champlonaise (Tenneville - Champlon)
803. KFC Berg-Op (Kampenhout - Berg)
804. Houtem Vlug en Vrij (Houtem (Vlaams-Brabant))
805. RUS Sainte-Ode (Sainte-Ode)
806. Bosquetia FC Frameries
807. Voorwaarts Hakendover (Hakendover)
808. RUS Club Anderlues (Anderlues)
809. Unie Sint-Gillis FC Tienen (Tienen - Kumtich), vroeger Union Sint-Gillis Kumtich
810. Keiberg Sport (Scherpenheuvel-Zichem)
811. Ortho Sport (La Roche-en-Ardenne - Ortho)
812. White Star Schoonbeek Beverst (Bilzen), vroeger Wit-Ster Beverst
813. KFC Kerksken-Haaltert (Haaltert), vroeger KRC Haaltert
814. Entente Houffalize (Houffalize)
815. SK Oorbeek
816. FC Bost
817. Amicale Sportive Couillet (Couillet), vroeger FC Solvay Couillet
818. Achel VV (Hamont-Achel)
819. RUS Sartoise (Lierneux)
820. RUS Berismenil (La Roche-en-Ardenne - Samrée)
821. KVV HO Molenbeersel (Molenbeersel - Kinrooi)
822. Excelsior Club Beaumontois (Beaumont)
823. RCS Naastois (Zinnik - Naast)
824. Lutlommel VV (Lommel)
825. Royal Entente Acren Lessines (Lessen - Twee-Akren), voorheen Royale Entente Sportive Acrenoise en Royale Association Sportive Lessines-Ollignies
826. SK Eernegem (Ichtegem - Eernegem)
827. Zonhoven United (Zonhoven), voorheen Zonhoven VV
828. RCS Aulnoisien (Quévy - Aulnois)
829. RUS Glontoise (Bitsingen - Glaaien)
830. SV Eendracht Bazel (Kruibeke - Bazel), vroeger FC Eendracht Bazel
831. Royale Jeunesse Rochefortoise FC (Rochefort)
832. Lierneux FC (Lierneux)
833. Regio Noord-West Limburg (bond)
834. Sporting Club Bosquetia Frameries (Frameries), vroeger Sporting Club
835. KVC Gierle (Gierle)
836. RFC Grâce-Hollogne (Grâce-Hollogne), vroeger Daring Club Grâce
837. RJS Olnoise (Olne)
838. Aubel FC (Aubel)
839. KSK Oosthoven (Oud-Turnhout)
840. Kaulille FC (Bocholt)
841. Entente Flostoy FC (Havelange - Flostoy)
842. KVK Wellen (Wellen), vroeger Wellense SK
843. FC Olympic Sint-Pieters-Gent (Gent)
844. Standaert Boys Gent (Gent)
845. KFC Jong Vlaanderen Kruibeke (Kruibeke)
846. KVV Lummen (Lummen)
847. Woudsport Houthulst (Houthulst)
848. VV Minderhout (Hoogstraten - Minderhout)
849. Eendracht Gent (Gent)
850. FC Netezonen Eindhout (Laakdal - Vorst)
851. RUS Montagnarde (Saint-Nicolas - Montegnée)
852. RCS Verlaine (Verlaine)
853. RFC La Préalle (Herstal)
854. Union Flémalle (Flémalle - Mons-lez-Liège), vroeger Mons FC
855. Jeunesse Magnétoise (Fléron - Magnée)
856. RFC Levalois (? Luik (provincie))
857. FC Tilleur Saint-Gilles (Saint-Nicolas), vroeger CS Saint-Gilles
858. Beyne FC (Beyne-Heusay)
859. Flémalle FC (Flémalle)
860. RFC Jupille (Jupille)
861. RUS Cheratte (Cheratte)
862. RUS Jeunesse Wandruzienne (Luik - Wandre), vroeger US Wandruzienne
863. RFC Villers (Villers-le-Bouillet)
864. RFC Hainaut Sports Tertre (Tertre)
865. Excelsior Vorst (Laakdal - Vorst)
866. Géants Athois (Aat), vroeger RJS Ath-Maffle
867. Kattenbos Sport (Lommel)
868. RAS Lessines-Ollignies (Lessen)
869. RUS Neupréenne (Neupré)
870. FC Ans (Saint-Nicolas - Tilleur), vroeger FC Tilleur, Cité Sport Grâce-Hollogne (Grâce-Hollogne)
871. RRC Méhange (? Luik (provincie))
872. RJS Chênéenne (Grivegnée - Chênée)
873. La Royale Entente Wartet (Namen - Marche-les-Dames)
874. KVV Hamontlo (Hamont)
875. Skill FC d'Ivoz-Ramet (Flémalle - Ivoz-Ramet)
876. Maanshotters Zuurbemde (Glabbeek)
877. FC Landen (Landen), vroeger K. Olympic VC Landen
878. RES Vezinoise (Andenne - Vezin)
879. Union Momalloise (Remicourt - Momalle)
880. KSK Heist (Heist-op-den-Berg), vroeger KFC Heist Sportief
881. RSC Beaufays (Chaudfontaine - Beaufays)
882. KFC De Jeugd Borgloon (Borgloon)
883. RUS Jemeppes-sur-Sambre (Jemeppe-sur-Sambre)
884. HOVV Oostham (Oostham)
885. KVV Rauw Sport Mol (Mol)
886. Sint-Dimphna FC Zammel (Geel - Zammel)
887. KFC Molenzonen Hallaar (Heist-op-den-Berg - Hallaar)
888. RFC Hollogne (Grâce-Hollogne)
889. KVV Heidebloem Dilsen (Dilsen)
890. Eendracht Hoeilaart (Hoeilaart)
891. KFC Moerbeke (Moerbeke-Waas)
892. FC Verbroedering Wilsele (Wilsele)
893. REH Bierwart (Fernelmont)
894. SV Wevelgem City (Wevelgem - Gullegem), vroeger KFC SV Wevelgem City en KSK Wevelgem City
895. Football Athletiek Club Standaard Gent (Gent) - opgeheven, vroeger Standaard Gent
896. KFC Liedekerke (Liedekerke)
897. Entente Durbuy (Durbuy - Barvaux-sur-Ourthe), vroeger RCS Barvautois, RES Durbuy-Barvaux en RES Durbuysienne
898. Mont FC (Comblain-au-Pont)
899. Koninklijk Groen Rood Katelijne (Sint-Katelijne-Waver)
900. Jeunesse Aischoise (Eghezée - Aische-en-Refail)
901. KFC Overijse (Overijse)
902. KFC Kontich (Kontich)
903. Olympic FC Stockel (Sint-Pieters-Woluwe)
904. KV Cercle Melle (Melle), vroeger KSK Cercle Melle
905. ROC Rochois (La Roche-en-Ardenne)
906. KFC Gavere-Asper (Gavere)
907. Berg en Dal VV (Meerhout)
908. Eendracht De Haan (De Haan)
909. KFC Gerda Sint-Niklaas (Sint-Niklaas)
910. RSC Habay La Neuve (Habay)
911. Diegem Star Voetbalvereeniging (Diegem)
912. Heers VV (Heers)
913. RCS Escanaffles (Escanaffles)
914. Heers VV (Heers)
915. Brielen Sport (Ieper - Brielen)
916. RRC Hamoir (Hamoir)
917. KVV Windeke (Oosterzele - Scheldewindeke)
918. ES Melreux-Hotton (Hotton), vroeger RUS Melreux
919. KFC Heibloem Zittaart (Meerhout - Zittaart)
920. Opitter FC (Bree)
921. Racing Athlétique Florenvillois (Florenville)
922. RLC Warmifontaine (Neufchâteau)
923. ES de la Molignée (Mettet - Biesmerée), vroeger ES Biesmerée
924. RSC Nassogne (Nassogne)
925. Koninklijke Hoger Op Wolvertem Merchtem (Meise - Wolvertem), vroeger Wolvertem SC
926. KFC Buul (Olen)
927. RUS Courcelloise (Courcelles)
928. Jeunesse Haccourtoise (Oupeye - Haccourt)
929. BS Westhoek (Poperinge), vroeger KBS Poperinge en BS Westhoek-Poperinge
930. KFC Herent (Herent)
931. Kabouters Opglabbeek (Opglabbeek)
932. Red Star Korspel (Beringen - Beverlo)
933. KSOC Maria-ter-Heide (Brasschaat)
934. FC Hooger-op Bachte (Bachte-Maria-Leerne)
935. RRC Longlier (Neufchâteau - Longlier)
936. RJS Fontainoise (Fontaine-l'Évêque)
937. KFC Flandria Ravels (Ravels)
938. KV Woluwe-Zaventem (Zaventem), vroeger KV Wosjot Woluwe (Zaventem - Sint-Stevens-Woluwe)
939. ROC Meix-Devant-Virton (Meix-devant-Virton)
940. RAC Saint-Mard (Virton - Saint-Mard)
941. KVR Overboelare (Geraardsbergen)
942. RFC Bomal (Durbuy - Bomal-sur-Ourthe)
943. Eendracht Gerhees Oostham (Ham - Oostham)
944. Arsenal Oplinter (Tienen - Oplinter)
945. Excelsior Ophoven Geistingen (Kinrooi)
946. Excelsior Biévène (Bever)
947. RUS Gouvy (Gouvy)
948. Voorwaarts Tienen (Tienen)
949. Red Star Drieslinter (Linter)
950. KSV Heist-op-den-Berg (Heist-op-den-Berg), vroeger FC Bos Heist-op-den-Berg
951. Sparta Kuringen (Hasselt - Kuringen)
952. Koninklijke Sporting Hasselt (Hasselt), vroeger KSK Kermt-Hasselt, SK Kermt
953. KSK Kruishoutem (Kruishoutem)
954. Merksplas SK (Merksplas)
955. Wallonia Walhain CG (Walhain-Saint-Paul), vroeger RFC Wallonia Walhain
956. SC Hoegaarden-Outgaarden (Hoegaarden), vroeger KSC Hoegaarden
957. Union Sportive Mettet-Molignée (Mettet - Ermeton-sur-Biert), vroeger RUS Molignée-Stave en RUS Molignée Sport
958. Groene Duivels Halen (Halen)
959. KFC Herzele (Herzele)
960. Eendracht Moortsele (Oosterzele - Moortsele)
961. Racing Dieghem Loo (Diegem)
962. Standaard Viversel (Heusden-Zolder)
963. RUS Mean (Havelange - Méan)
964. KVC Booischot (Heist-op-den-Berg - Booischot)
965. Excelsior Zedelgem (Zedelgem)
966. Stormvogels Drieslinter (Linter)
967. Racing Club Meldert (opgericht: 20/02/1942 - opgeheven 13/02/1948)
968. RES Harre-Manhay (Manhay - Harre), voorheen Olympic Harre
969. Racing Waregem (Waregem)
970. Wallonia Thisnes (Hannuit - Thisnes)
971. Victoria VV Stokrooie (Hasselt - Stokrooie)
972. KVC De Toekomst Borsbeke (Herzele - Borsbeke)
973. KSV Oud-Turnhout (Oud-Turnhout)
974. SC Tienen (Tienen)
975. Peer VV (Peer)
976. RFC Houmartois (Durbuy - Bomal-sur-Ourthe)
977. RAS Pays Blanc Antoinien (Antoing)
978. Niel VV (Gingelom - Niel-bij-Sint-Truiden)
979. Stade Gedinnois (Gedinne)
980. RFC Saint-Hubert (Saint-Hubert)
981. Union Club Saint-Etienne Bertrix (Bertrix)
982. RFC Forrières (Nassogne - Forrières)
983. Patro Eisden Maasmechelen (Maasmechelen), vroeger Patro Eisden en Maasland Maasmechelen
984. FC Brakel (Brakel)
985. KVV Klauwaerts Kemzeke (Stekene - Kemzeke)
986. Stekene Sportief (Stekene)
987. RUS Ferrières (Ferrières)
988. Battice FC (Herve - Battice)
989. Hodeige Union (Remicourt - Hodeige)
990. RUS Tellinoise (Tellin)
991. RCS Vielsalm (Vielsalm)
992. Verstandhouding Gewest Hasselt
993. Royal Union Lasne Ohain (Lasne - Ohain)
994. Marchin Sport (Marchin)
995. Kalmthout SK (Kalmthout)
996. SK Rummen, (Rummen), vroeger KSK Rummen en SK Rummen-Geetbets
997. Holleken VC Linkebeek (Linkebeek)
998. Sint-Job FC (Brecht - Sint-Job-in-'t-Goor)
999. Zwevegem Sport (Zwevegem), vroeger V.C.K. Zwevegem Sport.
1000. Verbroedering Hofstade (Zemst - Hofstade)
1001. K. Beerschot AC (Antwerpen) (2011-2013), vroeger KFC Germinal Ekeren (1942-1999) (Ekeren) en Germinal Beerschot (1999-2011)
1002. WS Linkhout (Lummen)
1003. Aurore Sportive Opontoise (Paliseul - Opont)
1004. RCS Schaltin (Hamois - Schaltin)
1005. KVK Svelta Melsele (Beveren-Waas - Melsele)
1006. Klim-Op Begijnendijk (Begijnendijk)
1007. KFC Merelbeke (Merelbeke), vroeger VV Merelbeke
1008. KV Tremelo (Tremelo), vroeger KFC Tremelo
1009. Excelsior FC Essen (Essen)
1010. KRC Boortmeerbeek (Boortmeerbeek)
1011. KFC Werchter (Rotselaar - Werchter)
1012. Geschrapt. Was KSK Lebbeke (Lebbeke)
1013. RUS Rossart - Bertrix
1014. Sparta Buggenhout (Buggenhout)
1015. Sport Na Arbeid Heppen (Leopoldsburg - Heppen)
1016. Standaard FC Heppen (Leopoldsburg - Heppen
1017. RFC Miercet (Havelange - Miércet)
1018. KVC Hoger Op De Hoek (Sint-Genesius-Rode)
1019. Ourodenberg Sport (Aarschot)
1020. Étoile Rosoutoise (Berloz - Roost-Krenwik)
1021. JS Thudinienne (Thuin)
1022. Delta Club Beigem (Beigem)
1023. RCS Jalhay
1024. K. Eendracht Stevoort (Hasselt - Stevoort)
1025. K. Borsbeek Sport (Borsbeek)
1026. KFC Vrasene (Beveren - Vrasene)
1027. Excelsior Veldwezelt (Lanaken - Veldwezelt)
1028. Wallonia Association Namur (Namen)
1029. AS Ghlinoise (Bergen - Ghlin)
1030. K. Londerzeel SK (Londerzeel)
1031. KAC Betekom (Begijnendijk - Betekom)
1032. RSC Rendeux (Rendeux)
1033. Sparta Geraardsbergen (Geraardsbergen)
1034. KFC Baal (Tremelo - Baal)
1035. KVV Thes Sport Tessenderlo (Tessenderlo), voorheen HVV Hulst
1036. SC Zonnebeke (Zonnebeke)
1037. KHO Huizingen (Beersel - Huizingen)
1038. KVV White Star Sombeke (Waasmunster)
1039. K. Eendracht Wervik (Wervik)
1040. KHO Kortenaken (Kortenaken)
1041. De Stormvogels (Peer)
1042. VC Eendracht Huise-Ouwegem (Zingem - Huise en Ouwegem), vroeger VC Eendracht Huise
1043. RFC Luingnois (Moeskroen - Luingne)
1044. KSK Kasterlee (Kasterlee)
1045. SK Rapid Leest (Mechelen - Leest)
1046. SK Heffen (Mechelen - Heffen)
1047. SK Hombeek (Mechelen - Hombeek)
1048. FC Zemst Sportief (Zemst)
1049. VC Rijmenam (Bonheiden - Rijmenam)
1050. KFC Hever (Boortmeerbeek - Hever)
1051. KV Bonheiden (Bonheiden)
1052. Londerzeel United (Londerzeel - Malderen), vroeger KFC Malderen
1053. AS Morlanwelz (Morlanwelz), voorheen RFC Carnièrois
1054. VNA Wortel (Hoogstraten - Wortel)
1055. RRC Mormont (Érezée - Mormont)
1056. KFC Sparta Petegem (Deinze - Petegem-aan-de-Leie)
1057. NVLH Keerbergen (Keerbergen)
1058. RUS Binche (Binche - Leval-Trahegnies), vroeger R. Jeunesse Entente Binchoise, RSC Leval
1059. KVV Oostduinkerke (Koksijde - Oostduinkerke)
1060. KV Eendracht Drongen (Gent - Drongen)
1061. RCS Juslenvillois (Theux - Juslenville)
1062. Puurs Excelsior RSK (Puurs)
1063. KSK Vlaamse Ardennen (Maarkedal - Etikhove - Ronse), vroeger KVV Vlaamse Ardennen, tot overname van KSK Ronse in 2022
1064. Olympia FC Rupelmonde (Kruibeke - Rupelmonde)
1065. KEVC Beselare (Zonnebeke - Beselare)
1066. Eendracht Elene-Grotenberge (Zottegem - Grotenberge), vroeger Eendracht Grotenberge
1067. Rapide Santos Club Ophasselt (Geraardsbergen - Ophasselt), vroeger Rapide Club Ophasselt
1068. Gooreind VV (Wuustwezel)
1069. Putte SK (Kapellen - Putte)
1070. FCSKV Overmere (Berlare - Overmere)
1071. BJK Sint-Truiden (Sint-Truiden)
1072. KVC Kessel-Lo 2000 (Kessel-Lo)
1073. Diegem Sport (Machelen - Diegem)
1074. Peerder Sportvrienden (Peer)
1075. KHO Bierbeek (Bierbeek), vroeger Hooger-Op Bierbeek en Stade Bierbeek
1076. Stormvogels Haasrode (Oud-Heverlee - Blanden), vroeger Stormvogels Blanden
1077. Sparta Wortegem (Wortegem-Petegem)
1078. FCV Dender EH (Haaltert - Denderhoutem), vroeger Verbroedering Denderhoutem
1079. KFC Olympic Burst (Erpe-Mere - Burst)
1080. KESK Leopoldsburg (Leopoldsburg - Heppen), vroeger Excelsior Heppen
1081. Entente Rechaintoise (Verviers - Petit-Rechain)
1082. KFC Rapide Wezemaal (Rotselaar - Wezemaal)
1083. KFC Volharding Wintam Eikevliet (Bornem)
1084. FC Alken (Alken), vroeger KWS Alken
1085. SK Excelsior Mollem (Asse - Mollem)
1086. KFC Verbroedering Alberta Geel (Geel)
1087. JS Taminoise (Sambreville - Tamines)
1088. FC Veldegem (Zedelgem - Veldegem)
1089. KSV Alsemberg (Beersel - Alsemberg)
1090. FC Jong Buken (Buken - Kampenhout)
1091. KSC Oostrozebeke (Oostrozebeke)
1092. RUS Estinnoise, voorheen RUS Haulchin (Haulchin)
1093. K. Eendracht Aalst Lede (Aalst, Lede), voorheen KVC Jong Lede
1094. KSK Beveren-Leie (Beveren-Leie)
1095. FC Sint-Jozef Londerzeel (Londerzeel)
1096. KSV Jabbeke (Jabbeke)
1097. FC Voorde Appelterre (Appelterre-Eichem), vroeger KE Appelterre-Eichem
1098. Zonnekloppers Dentergem (Dentergem)
1099. Koninklijke Lierse Sportkring (Lier), voorheen KFC Oosterzonen Oosterwijk
1100. Hulste Sportief (Harelbeke - Hulste)
1101. KDC Ruddervoorde (Oostkamp - Ruddervoorde)
1102. ES Mominoise (Momignies)
1103. RFC Sart-Bernard (Assesse - Sart-Bernard)
1104. SK Erembodegem (Erembodegem)
1105. KSK Sint-Paulus Opwijk (Opwijk) (gestopt)
1106. KVV Schelde Serskamp-Schellebelle (Wichelen - Schellebelle), vroeger SOS Schellebelle
1107. VC Vamos Zandvoorde, (Zandvoorde (Oostende)), vroeger FC Union Zandvoorde
1108. FC Mere (Erpe-Mere - Mere)
1109. KVRS Waasland - SK Beveren (Beveren en Sint-Niklaas - Belsele), vroeger KV Red Star Waasland en KFC Red Star Haasdonk
1110. Crossing Schaerbeek (Schaarbeek), vroeger RUS Albert Schaerbeek en Crossing Schaerbeek Evere
1111. White Star SC Sint-Amandsberg (Gent - Sint-Amandsberg)
1112. Koninklijke Sportkring De Zwaluwen (Dilbeek)
1113. SV Asse (Asse)
1114. KSK De Zwaluwen Sint-Jans-Molenbeek (Sint-Jans-Molenbeek)
1115. FC Sparta Gent (Gent) - opgeheven
1116. KSV Maarkedal (Maarkedal - Nukerke)
1117. Loenhout SK (Loenhout)
1118. FC de Bray (Bray)
1119. SV Vlaamse Ardennen (Schorisse)
1120. JS Heppignies (Heppignies)
1121. FC Beert (Beert)
1122. KSC De Schroevers Moorsel (Aalst - Moorsel)
1123. Stade Coquiane (Herne)
1124. Football Club Schaerbeek (Schaarbeek), vroeger SK Terjoden-Welle en Renaissance Club Schaerbeek
1125. SK Herne (Herne)
1126. KFC Markzonen Tollembeek (Galmaarden - Tollembeek)
1127. KFC Hoger Op Kalken (Laarne - Kalken)
1128. KVC Erpe Erondegem (Erpe-Mere - Erpe), vroeger KFC Olympia Erondegem (Erpe-Mere - Erondegem)
1129. Ardos Ardooie (Ardooie)
1130. RAS Monceau (Charleroi - Monceau-sur-Sambre)
1131. Blauwvoet Otegem (Zwevegem - Otegem)
1132. Sportkring Delle (Herent - Delle)
1133. KSK Steenbrugge (Brugge - Assebroek)
1134. Royal Star Romsée (Fléron - Romsée)
1135. KFC Lennik (Lennik - Sint-Martens-Lennik), vroeger KV Eendracht Lennik
1136. Sportkring de Vliegende Bal Schepdael (Schepdaal)
1137. VK Robur Moerzeke (Hamme - Moerzeke), vroeger KFC Robur Moerzeke
1138. KVV Zelzate (Zelzate), vroeger KSLV Zelzate
1139. Dosko Sint-Kruis (Brugge - Sint-Kruis)
1140. RUS Binchoise (Binche) - opgeheven
1141. FC Gooik (Gooik)
1142. KFC Heikant Zele (Zele - Heikant)
1143. Excelsior Poelkapelle Pamel (Roosdaal)
1144. KSV Jupiter Nokere (Nokere), vroeger Club Sparta Ronse (Ronse)
1145. Bambois Sport (Bambois)
1146. Denderzonen Pamel (Pamel)
1147. KFC Aarsele (Aarsele)
1148. Rakkersclub Borchtlombeek (Roosdaal)
1149. KFC Ezaart Sport Mol (Mol - Ezaart)
1150. SK Louise-Marie (Ronse - Louise-Marie)
1151. Renaissance Mons 44 (Bergen), vroeger Royal Albert Quévy-Mons, RUS Genly-Quévy 89
1152. FC De Zandstar Zandbergen (Zandbergen)
1153. Racing Club Lauwe (Lauwe)
1154. FCW Gijzegem (Gijzegem), vroeger KFC Wilskracht Gijzegem en KRC Gijzegem-Aalst
1155. RUS de Grand Reng (Erquelinnes - Grand-Reng)
1156. Arquet FC (Namen - Vedrin)
1157. KSK Klinge (Sint-Gillis-Waas - De Klinge)
1158. KSK Kieldrecht (Beveren - Kieldrecht)
1159. Rumstse SK (Rumst)
1160. KVK Hingene (Bornem - Hingene)
1161. KSK Kallo (Beveren - Kallo)
1162. Fraiture FC (Sprimont - Fraiture)
1163. KSK Maldegem (Maldegem)
1164. RRC Havelange (Havelange)
1165. K.V. Eendracht Winnik
1166. Genenbos Sport (Ham - Genenbos)
1167. FFF Haren (Brussel - Haren), vroeger Sporting FC Haren
1168. Hoger-Op Veltem (Herent - Veltem-Beisem)
1169. ROCDN Bernissart (Bernissart - Harchies)
1170. KRC Bissegem (Kortrijk - Bissegem)
1171. KSK Weelde (Ravels - Weelde)
1172. SV Kortrijk (Kortrijk)
1173. FC Molen Sport Ingelmunster (Ingelmunster)
1174. RES Roux (Charleroi - Roux), vroeger Athletic FC Roux
1175. KVC Ardooie (Ardooie)
1176. RFC Spy (Jemeppe-sur-Sambre - Spy)
1177. Marloie Sport (Marche-en-Famenne - Marloie)
1178. KV Sint-Gillis, voorheen SK Lebeke-Aalst (2002-2017) en SK Aalst (-2002)
1179. Olympic Ledegem (Ledegem)
1180. KFC Verbroedering Lommel (Lommel)
1181. FC Eendracht Kapelle-op-den-Bos (Kapelle-op-den-Bos)
1182. FC Entente Pepine, voorheen RUFC Concordia Pepinster (Pepinster)
1183. Entente Bertrigeoise (Bertrix)
1184. KFC Eendracht Belzele (Evergem - Belzele)
1185. Union Saint-Louis-Saint-Léger (Saint-Léger)
1186. Blue Star Gemmenich (Plombières - Gemmenich)
1187. KAS Eupen (Eupen)
1188. WA Sauvenière (Gembloux - Sauvenière)
1189. VC Nazareth-Eke (Nazareth)
1190. AC Hemptinne-Eghezée (Eghezée)
1191. Union Basse-Sambre Auvelais (Sambreville - Auvelais)
1192. HO Atembeke (Geraardsbergen - Atembeke)
1193. FC Saint-Vaast (La Louvière - Trivières), vroeger RAS Triviéroise Saint-Vaastois
1194. WIK Eine (Oudenaarde - Eine)
1195. KSC Lokeren (Lokeren), vroeger KSC Lokeren-Temse (Lokeren, Temse), daarvoor KSV Temse (Temse)
1196. US Halthier (Vielsalm - Grand-Halleux)
1197. Royal Groupement Corporatif de Charleroi (Henegouwen)
1198. RCO Triviérois (La Louvière - Trivières)
1199. EH Braives (Braives)
1200. RFC Wallonia Waimes (Waimes)
1201. RFC Heusy Rouheid (Verviers - Heusy)
1202. FC Union My (Ferrières - My)
1203. FC Tisselt (Tisselt)
1204. KFC Lichtervelde (Lichtervelde)
1205. KSC Beernem (Beernem)
1206. KVV Dosko Baarle-Hertog (Baarle-Hertog)
1207. KV Dosko Beveren (Roeselare - Beveren)
1208. Red Boys Elzestraat (Sint-Katelijne-Waver - Elzestraat)
1209. RFC Xhoffraix (Malmedy - Xhoffraix)
1210. KV Patronaat Gits (Hooglede - Gits)
1211. RUS Bercheux (Vaux-sur-Sûre - Bercheux)
1212. Sparta Appels (Dendermonde - Appels)
1213. RFC Gives (Hoei - Ben-Ahin - Gives)
1214. Esperance Rossignol (Tintigny - Rossignol)
1215. Surdac Gent (Gent)
1216. Kessel FC (Nijlen - Kessell)
1217. SK Ekeren Donk (Ekeren), vroeger KSK Donk
1218. KFC Sporting Sint-Gillis-Waas (Sint-Gillis-Waas)
1219. FC Zelzate (Zelzate)
1220. KFC Excelsior Balgerhoeke (Eeklo - Balgerhoeke)
1221. RUS Beloeil (Belœil - Quevaucamps), vroeger RSC Quevaucamps
1222. SK Staden (Staden)
1223. Union Basse Sambre Auvelais (Sambreville - Auvelais), vroeger Union Sarthoise Auvelais en FC Auvelais
1224. Excelsior Donk (Maldegem - Donk)
1225. KSV Pittem (Pittem)
1226. Sint-Eloois-Winkel Sport (Ledegem - Sint-Eloois-Winkel)
1227. KFC Hulsen Sport (Hulsen - Balen)
1228. KFC Sint-Joris Sportief (Sint-Joris - Beernem)
1229. RUS Falisolle (Falisolle - Sambreville)
1230. RUS On (Marche-en-Famenne - On)
1231. Reet SK (Rumst - Reet)
1232. VV Laakdal (Laakdal - Veerle), vroeger Veerle Sport
1233. FC Sportvrienden Nijlen (Nijlen)
1234. Uilenberg SK (Herenthout)
1235. RSC Ovifat (Waimes - Ovifat)
1236. KFC Berendrecht Sport (Antwerpen - Berendrecht)
1237. KSV Waregem (Waregem)
1238. KFC Katelijne-Waver (Sint-Katelijne-Waver)
1239. RFC Meux (La Bruyère - Meux)
1240. KSV Bredene (Bredene)
1241. Bracquegnies Sport (La Louvière - Strépy-Bracquegnies)
1242. KFC Heist (Knokke-Heist - Heist)
1243. Massenhoven VC (Zandhoven - Massenhoven)
1244. Voetbalclub Sint-Gillis (Dendermonde - Sint-Gillis-bij-Dendermonde)
1245. KFC De Kempen Tielen-Lichtaart (Kasterlee - Tielen), vroeger KVV Lichtaart Sport
1246. KFC Broechem (Ranst - Broechem)
1247. KVC Houtvenne (Hulshout - Houtvenne)
1248. KFC Vitesse Stabroek (Stabroek)
1249. Union 81 (Wanze)
1250. Wanze Sports (Wanze)
1251. Sporting Club Lontzen (Lontzen)
1252. RUS Biesme (Mettet - Biesme)
1253. KVC Eendracht Nieuwerkerken (Aalst - Nieuwerkerken)
1254. RSC Havré (Bergen - Havré)
1255. FC Doeljagers Viane (Geraardsbergen - Viane)
1256. RAS Risquons-Tout (Moeskroen - Risquons-Tout)
1257. KFC Eendracht Zelem (Halen - Zelem)
1258. SK Vliermaalroot (Kortessem - Vliermaalroot)
1259. Racing Wallonia Saint-Servais (Namen), vroeger Union Sportive Namur
1260. FC Maasland Noordoost (Kinrooi), vroeger KFC Kinrooi
1261. Bokrijk Sport (Genk)
1262. RAS Honnelles (Honnelles - Roisin)
1263. SK 's Gravenwezel-Schilde (Schilde - 's-Gravenwezel), vroeger KSK 's Gravenwezel
1264. KMR Biesen (Bilzen - Rijkhoven), vroeger KSC Rijkhoven
1265. Wavre Sports FC (Waver), vroeger Racing Jet Wavre, Racing Club de Jette en Racing Jet de Bruxelles - opgeheven
1266. FC Heur-Tongeren (Tongeren - Diets-Heur), vroeger KV Heur VV
1267. Koninklijke de Noordstar Heule (Kortrijk - Heule)
1268. Royal Groupement Namurois Football Corporatif (Namen)
1269. US du Centenaire (Brussel)
1270. Cobox 76 (Genk), vroeger Congo VV
1271. KFAC Waarschoot (Waarschoot)
1272. KSK Doven Brugge (Brugge)
1273. RUS Yvetoise (Walcourt - Yves-Gomezée)
1274. SK Zulte (Zulte)
1275. KFC Ranst (Ranst)
1276. US du Viroin-Treignes (Viroinval - Treignes)
1277. SK Voorwaarts Oostende (Oostende)
1278. RFC Lissewege (Brugge - Lissewege)
1279. Hove Sport (Hove)
1280. Zwaluw FC Wiemismeer Zutendaal (Zutendaal - Wiemesmeer)
1281. KSK De Jeugd Lovendegem (Lovendegem)
1282. VV Boonwijk Lutterzele (Dendermonde - Sint-Gillis-bij-Dendermonde)
1283. Evergem 2020, vroeger DKW Evergem en VV Wippelgem Sport (Evergem - Wippelgem)
1284. FC Assenede (Assenede), vroeger FC Assenede-Boekhoute
1285. Huy Sports (Hoei)
1286. Baelen FC (Baelen)
1287. KFC Nederename (Oudenaarde - Nederename)
1288. RRFC Gozéen (Thuin - Gozée)
1289. KFC Eppegem (Zemst - Eppegem)
1290. KV Eendracht Aalter (Aalter)
1291. JV De Pinte (De Pinte)
1292. RFC Farciennes (Farciennes)
1293. RCS Sugny (Vresse-sur-Semois - Sugny)
1294. FC Nieuwendijk (Sint-Katelijne-Waver - Nieuwendijk)
1295. FC Excelsior Kaart (Brasschaat)
1296. LS Lunch Bastogne (Bastenaken)
1297. VC Zwijnaarde (Zwijnaarde)
1298. KFC Lendelede Sport (Lendelede)
1299. Verbroedering Boutersem (Boutersem)
1300. Olympic Koolskamp (Ardooie - Koolskamp)
1301. KFC Damme (Damme), vroeger KFC Moerkerke (Moerkerke)
1302. KSC Oosterzele (Oosterzele)
1303. Horendonk FC (Essen - Horendonk)
1304. KVV Balegem (Oosterzele - Balegem)
1305. Canadaboys SK (Antwerpen)
1306. RFC de Gilly (Charleroi - Gilly)
1307. FC Azalea Sport Sint-Amandsberg (Gent - Sint-Amandsberg)
1308. RJS Poix (Saint-Hubert - Poix-Saint-Hubert)
1309. KSV Schriek (Heist-op-den-Berg - Schriek)
1310. KV Luchtbalboys (Antwerpen - Luchtbal)
1311. RFC Temploux-Suarlée (Namen - Temploux)
1312. RUS 1947 Emmels (Sankt Vith - Nieder-Emmels)
1313. Schelle Sport (Schelle)
1314. KFC Olympia Gent (Gent) - opgeheven
1315. FC Vliermaal (Kortessem - Vliermaal)
1316. KFC Woesten (Vleteren - Woesten)
1317. KWS Desselgem (Waregem - Desselgem)
1318. KVV Laarne-Kalken (Laarne - Kalken), vroeger KFC Eendracht Laarne
1319. Flandria Dorne (Maaseik - Opoeteren - Dorne)
1320. FC Ucimont (Ucimont)
1321. FC Embourg (Chaudfontaine - Embourg)
1322. KSV De Ruiter Roeselare (Roeselare)
1323. Hoger Op Oostende (Oostende), vroeger Hermes Oostende
1324. Sparta Ternat (Ternat)
1325. Standard Club Arville (Saint-Hubert - Arville)
1326. Sporting Eendracht Schendelbeke (Geraardsbergen - Schendelbeke), vroeger Eendracht Schendelbeke
1327. Voetbalfederatie Vlaanderen
1328. Eendracht Nederokkerzeel (Nederokkerzeel - Kampenhout)
1329. KFC Diepenbeek (Diepenbeek), vroeger Diepenbeek VV en Diepenbeek VV De Zwaluw
1330. KFC Strombeek (Strombeek-Bever), vroeger KFC Borgt en KFC Eendracht Borgt-Strombeek - opgeheven
1331. VCOG Stasegem (Harelbeke - Stasegem)
1332. Union Entité Chapelle, vroeger FC Chapelle-Godarfontaine (Chapelle-lez-Herlaimont - Godarville)
1333. Woluwe Star Silencieux Bruxelles (Sint-Lambrechts-Woluwe)
1334. Lubbeek Sint-Martinus Sport (Lubbeek)
1335. Standaard Meerbeek (Meerbeek), vroeger Sparta Kumtich-Tienen (Tienen), Sparta Tienen
1336. FC Herleving Sint-Pauwels (Sint-Pauwels)
1337. SC Boncelles (Seraing - Boncelles)
1338. FC Juventus Borinage Marina (Wasmes), vroeger FC Juventus Wasmes
1339. Entente Condruzienne des Clubs
1340. FC Doomkerke (Doomkerke)
1341. KFC Sparta Kolmont (Borgloon - Jesseren)
1342. RFC La Buissière (Merbes-le-Château - Labuissière)
1343. Lido Sport Hasselt (Hasselt)
1344. KSV Wildert (Essen - Wildert)
1345. VC Sint-Lucia Hillegem (Herzele - Hillegem)
1346. KSC Excelsior Mariakerke (Gent - Mariakerke)
1347. Herk-De-Stad FC (Herk-de-Stad)
1348. US Dinant (Dinant), voorheen RSC de Neffe
1349. Entente Sommenoise (Somme-Leuze - Noiseux)
1350. VK Eendracht Peizegem (Merchtem - Peizegem)
1351. RUS Loyers (Namen - Loyers)
1352. KLV Kerkhoven VC (Kerkhoven - Lommel)
1353. VC Sint-Bavo Vinderhoute - (Vinderhoute)
1354. KFC Weywertz (Bütgenbach - Weywertz)
1355. FC Windsor Heysel (Laken)
1356. KFC Pulle (Zandhoven - Pulle)
1357. Achterbroek VV (Kalmthout - Achterbroek)
1358. Racing Emblem (Ranst - Emblem)
1359. KSV Rumbeke (Roeselare - Rumbeke)
1360. RES Philippeville (Philippeville)
1361. SC Lombardsijde (Middelkerke - Lombardsijde)
1362. RAC Neuvillers (Libramont-Chevigny - Neuvillers)
1363. Francs Borains (Boussu), vroeger SC Lambusart, RSC Lambusart-Fleurus, RJS Heppignies-Lambusart-Fleurus en Charleroi Fleurus (Charleroi en Fleurus)
1364. SK Lombeek (Ternat - Sint-Katherina-Lombeek)
1365. RFC d'Arquennes (Seneffe - Arquennes)
1366. TTT Merelbeke (Merelbeke)
1367. RFC Souvret (Courcelles - Souvret)
1368. Entente du Sud (Wallonië)
1369. KVC Wingene (Wingene)
1370. KFC Varsenare (Jabbeke - Varsenare)
1371. AL Lisogne-Thynes (Dinant - Lisogne) - opgeheven
1372. US Beauraing 61 (Beauraing)
1373. Noord- West en Midden Brabantse verstandhouding (Vlaams-Brabant)
1374. ACF Communauté Fr et Germ (Wallonië)
1375. Leuvens Jeugdvoetbal (Leuven)
1376. SK Eeklo (Eeklo)
1377. Royal Ottignies LLN Sports, vroeger Ottignies-Stimont (Ottignies-Louvain-la-Neuve - Ottignies)
1378. RAS Houyet (Houyet)
1379. FC Les Cerfs Grandvoir (Neufchâteau - Grandvoir)
1380. FC Galmaarden (Galmaarden)
1381. Tielt-Winge 3000 (Tielt-Winge), vroeger Tielt Sport
1382. KRC Bambrugge (Erpe-Mere - Bambrugge)
1383. RJS Leignon (Ciney - Leignon)
1384. AFC La Rochette Goe (Goe)
1385. SC Wainage (Jumet)
1386. Excelsior Mariaburg (Brasschaat), vroeger K Mariaburg VK
1387. FC Destelbergen (Destelbergen)
1388. Eendracht Machelen-aan-Leie (Zulte - Machelen)
1389. KSK Sefa Herentals (Herentals)
1390. VV Groene Leeuwen Ruiselede (Ruiselede)
1391. RJS Sainte-Marie Wideumont (Libramont-Chevigny - Sainte-Marie-Chevigny - Wideumont)
1392. RFC de Goé (Limbourg - Goé)
1393. KSKL Ternat (Ternat - Sint-Katherina-Lombeek)
1394. KFC Halveweg Zonhoven (Zonhoven - Halveweg)
1395. FC Sport en Plicht Oostakker (Oostakker - Gent)
1396. KFC Olympia Gent (Gent) - opgeheven
1397. Hoger-Op Testelt (Scherpenheuvel-Zichem - Testelt)
1398. Cornesse FC (Pepinster - Cornesse)
1399. SV Zulte Waregem (Waregem), vroeger Zultse VV
1400. Sint-Bavo Overboelaere (Overboelare)
1401. Eendracht Mechelen aan de Maas (Maasmechelen), vroeger KVV Verbroedering Maasmechelen
1402. KSK Wavria (Sint-Katelijne-Waver - Onze-Lieve-Vrouw-Waver)
1403. US Saint-Hadelin Haversin (Ciney - Haversin)
1404. Immer-Voort FC Voortkapel (Westerlo - Voortkapel) - opgeheven
1405. Heisport Geel (Geel)
1406. Footballeurs Sans Frontières
1407. RES Bellefontaine (Bièvre - Bellefontaine)
1408. FC Aiseau (Aiseau-Presles - Aiseau)
1409. URS Interbanques
1410. Football Interbarraux (FIB)
1411. FC Vencimontois (Gedinne - Vencimont)
1412. BS Sport Berbroek-Schulen (Herk-de-Stad - Berbroek/Schulen)
1413. KVV Aartrijke (Zedelgem - Aartrijke)
1414. US Merbesars (Lobbes - Sars-la-Buissière)
1415. KFC De Harp Tiewinkel (Lummen - Thiewinkel)
1416. Racing White Daring Molenbeek (5479) (Sint-Jans-Molenbeek), was Standaard Wetteren (1951-2015, 2015-2025)
1417. JS Vivegnis (Oupeye - Vivegnis)
1418. KSC Mechelen (Mechelen)
1419. Rodenem Sportief Halle (Halle)
1420. RFC Lobbes (Lobbes)
1421. FC Sint-Joris Sleidinge (Evergem - Sleidinge)
1422. Footballeurs Sans Frontières
1423. FC Saint-Josse Sportif (Sint-Joost-ten-Node)
1424. RFC Butgenbach (Bütgenbach)
1425. FC Erquelinnois (Erquelinnes)
1426. SV Belgische Spoormannen
1427. KV Scheldezonen Branst (Bornem - Branst)
1428. Sassport Boezinge (Ieper - Boezinge)
1429. Olsa Brakel (Brakel)
1430. VC Bekkevoort (Bekkevoort)
1431. RC Nieuwrode (Holsbeek - Nieuwrode)
1432. Juve Hasselt (Hasselt - Spalbeek), vroeger SK Thor Hasselt, Sporting Spalbeek
1433. RES Frasnoise (Les Bons Villers - Frasnes-lez-Gosselies)
1434. FC Jauchois (Orp-Jauche - Jauche)
1435. FC Perk (Steenokkerzeel - Perk)
1436. FC Clermont (Walcourt - Clermont)
1437. RFC Sart-lez-Spa (Jalhay - Sart)
1438. Union Sportive Couillet d'Amérique (Charleroi - Couillet)
1439. Éclair Latinnois (Luik)
1440. Union Namêchoise FC (Andenne - Namêche)
1441. Asse-Zellik 2002 (Asse)
1442. FC Elst (Brakel - Elst)
1443. RES Witry-Menufontaine (Léglise - Witry)
1444. RFC Molenbaix (Celles - Molenbaix)
1445. RFC Jehaytois (Amay - Jehay)
1446. Union Saint-André Ochamps (Libin - Ochamps)
1447. SK Lochristi (Lochristi), vroeger SK Beervelde
1448. SC Beauvechain (Beauvechain)
1449. FC Walfergem Herop (Asse - Walfergem)
1450. Nieuwmoer FC (Kalmthout - Nieuwmoer)
1451. Heibos SV (Kalmthout)
1452. Royale Union Tubize-Braine (Tubeke), vroeger  AFC Tubize en FC Tubize
1453. Union Lovenjoel (Bierbeek - Lovenjoel)
1454. KVC Itna Itterbeek (Dilbeek - Itterbeek)
1455. FC Vaux-Borset (Villers-le-Bouillet - Vaux-et-Borset)
1456. KVV Zomergem (Zomergem)
1457. Entente Sportive Fernelmont (Fernelmont - Forville), vroeger Red Star Forvillois
1458. KFC Langemark (Langemark-Poelkapelle - Langemark)
1459. EFC Schoonbeek (Bilzen - Schoonbeek)
1460. FC Denderleeuw EH (Denderleeuw), vroeger FC Denderleeuw
1461. KSC Wilskracht Hofstade (Aalst - Hofstade)
1462. Sporting Tange (Vilvoorde)
1463. Entente Glimoise (Incourt - Glimes)
1464. Union Roclenge-Wonck (Bassenge - Boirs - Roclenge-sur-Geer - Wonck)
1465. RUS Pondrôme (Beauraing - Pondrôme)
1466. K. Arsenaal Goetsenhoven (Tienen - Goetsenhoven)
1467. Sporting Landen (Landen), vroeger Sparta Walshoutem
1468. FC Melsbroek (Steenokkerzeel - Melsbroek)
1469. VC Bertem-Leefdaal (Bertem - Leefdaal), vroeger Rapid Bertem
1470. KFC Wambeek (Ternat - Wambeek)
1471. Witte beer Junior (Brugge)
1472. CS d'Ocquier (Clavier - Ocquier)
1473. Entente Sportive Winaloise (Houffalize - Wibrin - Nadrin)
1474. DES Leupegem (Oudenaarde - Leupegem)
1475. ES Ardennaise (Bièvre - Graide), vroeger SC Graide
1476. USFC Elsenborn (Bütgenbach - Elsenborn)
1477. RFC Ronquières-Hy 86 (Braine-le-Comte - Ronquières)
1478. FC Hedera Millen (Riemst - Millen), vroeger FC Herderen en FC Hedra Herderen
1479. RCS Nivellois (Nijvel)
1480. Uikhoven VC (Maasmechelen - Uikhoven)
1481. Eendracht Hasselt Kiewit (Hasselt - Kiewit)
1482. Godsheide VV (Hasselt - Godsheide)
1483. FC Meensel-Kiezegem (Tielt-Winge - Meensel-Kiezegem)
1484. RUS Assesse (Assesse)
1485. FCS Mariekerke-Branst (Mariekerke - Branst), vroeger FC Mariekerke
1486. US Neufvilloise (Zinnik - Neufvilles)
1487. Union Hélécinoise (Hélécine)
1488. Hoger Op Heide Hasselt (Hasselt), vroeger Hoger Op Hasselt
1489. FC Membruggen (Riemst - Membruggen)
1490. SK Vreren (Tongeren - Vreren)
1491. Sport & Culture Société La Poste FC
1492. KVC Sint-Lievens-Houtem (Sint-Lievens-Houtem)
1493. Union Sportive Saint-Médard (Herbeumont - Saint-Médard), vroeger JS de Saint-Médard
1494. White Star Bruxelles (Sint-Lambrechts-Woluwe), vroeger White Star Woluwe FC
1495. JS Focantaise (Beauraing - Focant)
1496. Zandvliet Sport (Antwerpen - Zandvliet)
1497. RFC Chièvres 69 (Chièvres)
1498. VC Langdorp (Aarschot - Langdorp)
1499. Couthuin Sports (Héron - Couthuin)
1500. EC Oudenhove (Zottegem - Sint-Maria-Oudenhove)
1501. AS Obigies (Pecq - Obigies)
1502. Union Saint-Gérard (Mettet - Saint-Gérard)
1503. Spouwen-Mopertingen (Bilzen - Mopertingen - Grote-Spouwen), vroeger Rapid Spouwen
1504. Vlijtingen VV (Riemst - Vlijtingen)
1505. Riemst Vooruit (Riemst)
1506. RFC Warnant (Villers-le-Bouillet - Warnant-Dreye)
1507. FC Warzée (Ouffet - Warzée)
1508. FC Doornzele-Kerkbrugge (Evergem - Kerkbrugge)
1509. Relais Lambermont Olne (Dison)
1510. KVZ Glabbeek-Zuurbemde (Glabbeek)
1511. Sportfederatie Belgacom (België)
1512. Sint-Dymphna FC Zammel (Geel - Zammel)
1513. KVV Kersbeek (Kortenaken - Kersbeek-Miskom)
1514. Union PSY 88 (Yvoir - Purnode), vroeger FC Purnode
1515. FC Rillaar Sport (Aarschot - Rillaar)
1516. US Martelangeoise (Martelange)
1517. KVC JEI (Eernegem - Ichtegem), vroeger KVC Ichtegem
1518. VK Adegem (Maldegem - Adegem)
1519. FC Loncin (Ans - Loncin)
1520. FC Elsum Geel (Geel - Elsum)
1521. Trazegnies Sports (Courcelles - Trazegnies)
1522. Sporting Nevok Gruitrode (Meeuwen-Gruitrode - Gruitrode)
1523. FC Sint-Martens-Latem (Sint-Martens-Latem)
1524. SC Zichen-Zussen-Bolder (Riemst - Zichen-Zussen-Bolder)
1525. VCB Tienen (Tienen - Bost), vroeger VC Bost
1526. Eendracht Buggenhout (Buggenhout - Opstal), vroeger Eendracht Opstal
1527. Opgeheven. Was CS Mechelen-aan-de-Maas (Maasmechelen - Mechelen-aan-de-Maas)
1528. Sivry Sports (Sivry - Sivry-Rance)
1529. Zeehaven Zeebrugge (Brugge - Zeebrugge), vroeger Zeemeeuw Zeebrugge
1530. KVV Heusden-Zolder (Heusden-Zolder - Berkenbos), vroeger Berkenbos VV Heusden
1531. Stormvogels Rosmeer (Bilzen - Rosmeer)
1532. ES Bois-de-Villers (Profondeville - Bois-de-Villers)
1533. SK Munsterbilzen  (Bilzen - Munsterbilzen)
1534. FC Sur-les-Bois (Saint-Georges-sur-Meuse - Sur-les-Bois)
1535. Herk Sport Hasselt (Hasselt - Sint-Lambrechts-Herk)
1536. VK Heindonk (Willebroek - Heindonk)
1537. RFC Compogne Bertogne (Bertogne - Compogne)
1538. FC Vrije Mannen Oosterlo (Geel - Oosterlo)
1539. Sportclub de Stormvogels Sint-Martens-Lennik (Lennik)
1540. Toekomst Bunsbeek (Glabbeek) (Glabbeek - Bunsbeek)
1541. FC Ligny (Sombreffe - Ligny)
1542. Standard Val-Meer (Riemst - Val-Meer)
1543. Hoogmolen Sport (Schoten)
1544. KV Kester-Gooik (Gooik), vroeger KSK Gooik
1545. KSAV Sint-Dimpna (Geel)
1546. KFC Beekhoek Sport (Geel)
1547. OB Breendonk (Puurs - Breendonk)
1548. KSK Retie Branddonk (Retie)
1549. SC de Thorembais-Saint-Trond (Perwijs - Thorembais-Saint-Trond)
1550. RFC Somzée (Walcourt - Somzée)
1551. Fraiture Sports (Tinlot - Fraiture)
1552. FC Attenhoven (Landen - Attenhoven)
1553. FC Herne (Herne)
1554. SVD Kortemark (Kortemark), vroeger VV Kortemark
1555. Belgische Universitaire Sportfederatie (België)
1556. FC Chevron (Stoumont - Chevron)
1557. RFC Vyle-et-Tharoul (Marchin - Vyle-et-Tharoul)
1558. FC de Saint-Ghislain (Saint-Ghislain)
1559. FC Monceau-en-Ardenne (Bièvre - Monceau-en-Ardenne)
1560. Genker VV (Genk)
1561. KVC SV Oostkamp (Oostkamp)
1562. VC Groot-Bijgaarden (Dilbeek - Groot-Bijgaarden)
1563. Étoile Sportive Mariembourgeoise (Couvin - Mariembourg)
1564. Kedosport Turnhout (Turnhout)
1565. CSI Genk (Genk)
1566. Royal Baileux Sport (Chimay - Baileux)
1567. FC Espoir Tarciennois (Walcourt - Tarcienne)
1568. Zwarte Duivels Hulsbeek-Geetbets (Geetbets - Hulsbeek)
1569. FC Anloy (Libin - Anloy)
1570. Voorwaarts Hakendover (Tienen - Hakendover)
1571. CS Odeigne (Manhay - Odeigne)
1572. RES Izier (Durbuy - Izier)
1573. KSC Keerbergen (Keerbergen)
1574. FC Patro Othée (Awans - Elch)
1575. JV De Pinte (De Pinte)
1576. AC Lustin (Profondeville - Lustin)
1577. OZ Bavegem (Sint-Lievens-Houtem - Bavegem)
1578. Geschrapt. Was Standaard Bree, Standaard Gerdingen
1579. VC Leeuwkens Teralfene (Affligem - Teralfene)
1580. Korbeek-Dijle Sport (Bertem - Korbeek-Dijle)
1581. Sparta Niel (Gingelom - Niel-bij-Sint-Truiden)
1582. AS Hermalienne (Oupeye - Hermalle-sous-Argenteau)
1583. KSK Voorwaarts Zwevezele (Wingene - Zwevezele)
1584. RAFC Cobreville (Vaux-sur-Sûre - Nives - Cobreville)
1585. KFC Olympic Essen (Essen), vroeger Olympic Hoek Essen
1586. FC Helson Helchteren (Houthalen-Helchteren - Helchteren), vroeger Helchteren VV
1587. Standard Elen (Dilsen-Stokkem - Elen)
1588. VC Kesselt (Lanaken - Kesselt)
1589. RSC Haltinnois (Gesves - Haltinne)
1590. RFC Amonines (Érezée - Amonines)
1591. RFC Surice (Philippeville - Surice)
1592. SK Nossegem (Zaventem - Nossegem)
1593. Union Abele (Poperinge - Abele)
1594. FC Standard Anderlecht (Anderlecht)
1595. SK Steenhuffel (Londerzeel - Steenhuffel)
1596. KDH Jeuk (Gingelom - Jeuk), vroeger Daring Jeuk
1597. Racing Club Mélin (Geldenaken - Mélin)
1598. White Star Bellegem (Kortrijk - Bellegem)
1599. KFC Moen (Zwevegem - Moen)
1600. RE Roy-Lignières-Grimbiémont (Marche-en-Famenne - Roy - Lignières en Grimbiémont)
1601. SV Anzegem (Anzegem)
1602. RFC Grand-Leez (Gembloers - Grand-Leez)
1603. Association Sportive Nothomb-Post (Attert - Nothomb/Post)
1604. FC Chiny (Chiny)
1605. Merkem Sport (Houthulst - Merkem)
1606. FC Pontisse Herstal (Herstal), vroeger Pontisse Cité FC
1607. CS Jemappes (Bergen - Jemappes)
1608. FC Marcinelle (Marcinelle)
1609. Stormvogels Loppem (Zedelgem - Loppem)
1610. RES Gesvoise (Gesves)
1611. FC Paliseulois (Paliseul)
1612. VC Haasrode Sport (Haasrode)
1613. FC Kessel-Lo (Leuven - Kessel-Lo)
1614. Oud-Heverlee Leuven (Leuven) (2002-2018), vroeger Zwarte Duivels Oud-Heverlee (1957-2002) tot de oprichting van de fusieclub. Sinds 2018 Speelt OHL onder het nummer 18 van het voormalige Stade Leuven.
1615. Sparta Moerbeke-Geraardsbergen (Geraardsbergen - Moerbeke), vroeger FC Eendracht Moerbeke
1616. Eendracht Jonkershove (Houthulst - Jonkershove)
1617. RAS Saintoise (Tubeke - Sint-Renelde)
1618. SK Merelbeke (Merelbeke)
1619. KVK Zepperen (Sint-Truiden - Zepperen)
1620. Eendracht Mechelen-Bovelingen-Opheers (Heers - Mechelen-Bovelingen), vroeger Eendracht Mechelen-Bovelingen
1621. Waltwilder VV (Bilzen - Waltwilder)
1622. SK Gullegem (Wevelgem - Gullegem)
1623. Flandria Termolen Zonhoven (Zonhoven - Termolen)
1624. FC Bande (Nassogne - Bande), vroeger US de Wamme
1625. ERFC Manhay (Manhay)
1626. Espoir Minerois (Thimister-Clermont - Thimister - La Minerie)
1627. Eendracht Serskamp (Wichelen - Serskamp)
1628. VV Hoger Op Houthalen (Houthalen-Helchteren - Houthalen)
1629. RCS Faulx-les-Tombes (Gesves - Faulx-les-Tombes)
1630. Sporting Teralfene (Affligem - Teralfene)
1631. RUS Givry (Givry)
1632. Union FC Rutten (Tongeren - Rutten)
1633. Daring Bodegem (Dilbeek - Sint-Martens-Bodegem)
1634. KSK Meeuwen (Meeuwen-Gruitrode - Meeuwen)
1635. SK Verbrande Brug (Verbrande Brug)
1636. US Quenastoise (Quenast)
1637. FC Petit-Han (Grandhan - Petithan)
1638. VC Blauberg (Herselt - Blauberg)
1639. Fortuna 56 Smeermaas (Smeermaas), vroeger Fortuna 56 Smeermaas Lanaken
1640. FC Kloosterheide (Lier - Kloosterheide)
1641. FC Tildonk (Tildonk), vroeger FCVV Tildonk
1642. KFC Herleving Sinaai (Sinaai)
1643. EMI Essene (Essene)
1644. Sparta Bevere (Bevere)
1645. VV Eendracht Hansbeke (Hansbeke)
1646. Eendracht Henis (Henis)
1647. FC Nederzwalm (Nederzwalm)
1648. AS Houtain (Houtain-Saint-Siméon)
1649. KFC Olympia Recht (Sankt Vith - Recht)
1650. Overeenkomst Wase Clubs (Waasland)
1651. FC Ster-Francorchamps (Stavelot - Francorchamps - Ster)
1652. RSC Tontelange (Tontelange)
1653. Union Merelbeke (Merelbeke)
1654. CS Corbion (Corbion)
1655. VC Groot Dilbeek (Dilbeek), vroeger Dilbeek Sport
1656. Kortessemse VV (Kortessem)
1657. KFC Grün-Weiss Amel (Amel)
1658. Königlicher Honsfelder SV (Honsfeld)
1659. Niel SK (Niel-bij-As)
1660. FC Voorwaarts Nevele (Nevele)
1661. FC Dochamps (Dochamps)
1662. FCRV Macquenoise (Macquenoise)
1663. OC Nismes (Nismes)
1664. KFC Eendracht Hooglede (Hooglede)
1665. Eendracht Mazenzele Opwijk (Mazenzele-Opwijk), vroeger VC Eendracht Mazenzele
1666. VK Weerde (Weerde)
1667. Zutendaal VV (Zutendaal)
1668. AJS Buvrinnes (Buvrinnes), vroeger US Buvrinnes-Epinois en AJS Bonne Espérance Buvrinnes
1669. Eendracht Meldert (Meldert)
1670. RFC Rocherath (Büllingen - Rocherath)
1671. CS Lensois (Lens)
1672. RC Meldert (Meldert)
1673. RFC Hérinnes (Hérinnes)
1674. FC Patro Piétrain (Piétrain)
1675. Alfa Andenne (Andenne), vroeger SC La Stella Groynnoise
1676. Jeunesse Bourdon (Hotton - Marenne - Bourdon)
1677. FC Zegelsem (Brakel - Zegelsem)
1678. KSC Wielsbeke (Wielsbeke)
1679. Seraing Athlétique RFC (Seraing)
1680. Patro-Othée FC (Awans - Othée), vroeger JS Othée-Villersoise en JS Villersoise
1681. VC Jong Neervelp (Boutersem - Neervelp)
1682. VV Sint-Maria-Horebeke (Horebeke - Sint-Maria-Horebeke
1683. Haut-Fays Sport (Daverdisse - Haut-Fays)
1684. RES Vaux (Bastenaken - Vaux)
1685. CS Lumay (Geldenaken - Zittert-Lummen)
1686. RJS Anseremmoise (Dinant - Anseremme)
1687. SK Lombeek-Liedekerke (Liedekerke en Ternat - Sint-Katherina-Lombeek)
1688. RUS Sainte-Marie-sur-Semois (Étalle - Sainte-Marie-sur-Semois)
1689. EC Beho (Gouvy - Beho)
1690. KSK Snaaskerke (Gistel - Snaaskerke)
1691. Bodegem Kapelle United (Dilbeek - Sint-Ulriks-Kapelle), vroeger FC Kapelle Sport
1692. KSK Oostnieuwkerke (Staden - Oostnieuwkerke)
1693. FC Drogenbos (Drogenbos)
1694. FC Doggen Erembodegem (Aalst - Erembodegem)
1695. SK Boekhoute (Assenede - Boekhoute)
1696. Union Bossière Gembloux (Gembloers - Bossière), voorheen RCS Bossièrois
1697. FC Verrewinkel (Ukkel - Verrewinkel)
1698. S-R Incourt (Incourt - Opprebais - Sart-Risbart), vroeger Olympic Club de Sart-Risbart
1699. KVV Duffel (Duffel)
1700. Éclair Sportif Signeulx (Musson - Signeulx)
1701. FC Wavreille (Rochefort - Wavreille)
1702. RFC Rapid Symphorinois (Bergen - Saint-Symphorien)
1703. Wallonia FC Fays-les-Veneurs (Paliseul - Fays-les-Veneurs)
1704. FC Incourt (Incourt)
1705. SC Somme-Leuze (Somme-Leuze)
1706. Verbroedering Loksbergen (Halen - Loksbergen)
1707. RES Vaux-sur-Sûre (Vaux-sur-Sûre)
1708. KVGS de Bremfluiters (Genk)
1709. KFC Poppel (Ravels - Poppel)
1710. Espoir Club Velainois (Sambreville - Velaine)
1711. Korbeek Sport (Bierbeek - Korbeek-Lo)
1712. RUS d'Érezée (Érezée)
1713. AS Regné (Vielsalm - Bihain - Regné)
1714. Étoile Elsautoise (Elsaute - Thimister-Clermont)
1715. RSC Haneffe (Donceel - Haneffe)
1716. La Jeunesse Sportive Morialmé (Florennes - Morialmé) - opgeheven
1717. SC Villers-devant-Orval (Florenville - Villers-devant-Orval)
1718. JS Grivegnée (Luik - Grivegnée)
1719. RJS Habaysienne (Habay)
1720. EC Jamoigne-Chiny (Chiny - Jamoigne), vroeger ES Jamoigne-Izel en ES Jamoigne
1721. JS Isiéroise (Aat - Isières)
1722. KFC Vrij Arendonk (Arendonk)
1723. KVV Waterloos-Voorshoven (Maaseik - Waterloos), vroeger Waterloos VV en Verbroedering Waterloos-Neeroeteren
1724. SK Nevele (Nevele)
1725. Sporting Bruxelles (Brussel), vroeger RAS Maccabi Bruxelles en Blue Star Bruxelles
1726. VC Kester (Gooik - Kester)
1727. Houtlandse Verstandhouding (Houtland)
1728. SC de Néchin (Estaimpuis - Néchin)
1729. Ruisbroek SK (Puurs - Ruisbroek)
1730. FLT sports et loisirs Achêne (Ciney - Achêne)
1731. VC Terheide (Asse - Asse-ter-Heide)
1732. KFCB Lierde-Everbeek (Lierde - Sint-Martens-Lierde), vroeger FC Bonanza Sint-Martens-Lierde
1733. CS Onhaye (Onhaye)
1734. US Riézoise (Chimay - Rièzes)
1735. JS Montigny-Landelies (Montigny-le-Tilleul - Landelies)
1736. Black Star FC (Brussel - Neder-Over-Heembeek)
1737. ES de la Lesse Redu (Libin - Redu)
1738. US Saint-Remy (Chimay - Saint-Remy)
1739. VC Sparta Landen (Landen)
1740. Union Club de Bras (Libramont-Chevigny - Bras)
1741. FC Eupen 1963 (Eupen)
1742. Red Star Ganshoren FC (Brussel - Ganshoren) (geschrapt in 1970)
1743. Union Sportive Hensies (Hensies)
1744. AS Mont-Saint-André (Ramillies - Mont-Saint-André)
1745. VV Martenslinde (Bilzen - Martenslinde)
1746. RDK Gravelo (Gingelom - Buvingen)
1747. US Maconaise (Momignies - Macon)
1748. FC Honnay (Beauraing - Honnay)
1749. SK Nieuwkapelle (Diksmuide - Nieuwkapelle)
1750. Berloz-Brouck-Willine FC (Berloz)
1751. Wallonia Club Sibret (Vaux-sur-Sûre - Sibret)
1752. RC Villers-la-Ville (Villers-la-Ville - Sart-Dames-Avelines), vroeger RC Sartois
1753. UDE Liège (Luik)
1754. VC Eendracht Deftinge (Lierde - Deftinge)
1755. Blauwvoet VV Kessenich (Kinrooi - Kessenich)
1756. Concordia Duras (Sint-Truiden - Duras)
1757. Association Montkainoise (Doornik - Kain en Mont-Saint-Aubert)
1758. Union des Referees Ardennes-Condroz (Ardennen en Condroz)
1759. FC Val d'Heure (Ham-sur-Heure-Nalinnes - Ham-sur-Heure), vroeger JS Ham-sur-Heure
1760. JS Fumaloise (Braives - Fumal)
1761. Vereniging Antwerpse Clubs Lagere Afdeling (Antwerpen)
1762. JS Racour (Raatshoven)
1763. FC Tintigny (Tintigny)
1764. Eendracht Sint-Anna Bottelare Bottelare)
1765. FC Torpedo Hasselt (Hasselt)
1766. Tenneville Sports (Tenneville)
1767. FC Vitrival (Fosses-la-Ville - Vitrival)
1768. JS Cerfontaine (Cerfontaine)
1769. FC Limelette (Ottignies-Louvain-la-Neuve - Limelette)
1770. Sporting Wijchmaal (Peer - Wijchmaal)
1771. Tienen United (Tienen), vroeger FC Neerwinden
1772. FC Namoussart (Neufchâteau - Hamipré - Namoussart)
1773. CS Mont-Saint-Guibert (Mont-Saint-Guibert)
1774. VV Nieuwerkerken (Nieuwerkerken)
1775. JS Fizoise (Villers-le-Bouillet - Fize-Fontaine)
1776. Jeunesse Sportive de Tavigny (Houffalize - Tavigny)
1777. Sporting Heldergem (Haaltert - Heldergem)
1778. VS Kortenaken (Kortenaken - Hoeleden), vroeger Sporta Hoeleden
1779. FC Eendracht Hekelgem (Affligem - Hekelgem) - Opgeheven
1780. OHR Huldenberg (Huldenberg), vroeger VK Huldenberg
1781. ES Heydoise (Durbuy - Heyd)
1782. KVC Houtem-Oplinter (Tienen - Sint-Margriete-Houtem), vroeger VV Houtem
1783. FC Hellas Verviers (Verviers)
1784. Liga Lagere Afdelingsclubs West-Vlaanderen (West-Vlaanderen)
1785. Volharding VC Okselaar (Scherpenheuvel-Zichem - Zichem - Okselaar)
1786. US Solrézienne (Erquelinnes - Solre-sur-Sambre)
1787. Sporting Club Donk (Herk-de-Stad - Donk)
1788. FC Winterslag 88 (Winterslag)
1789. JSC Vesquevilloise (Vesqueville)
1790. SL Wurfeld Maaseik (Wurfeld)
1791. US Étalle (Étalle), vroeger US Stabuloise
1792. KVVE Massemen ( Massemen)
1793. FC Netegalm (Geel)
1794. FC Passendale (Passendale)
1795. Heidebloem Wijshagen (Wijshagen)
1796. US Assenois (Assenois (Léglise))
1797. FC Walem (Walem)
1798. VC Rijmenam (Rijmenam)
1799. SC Rachecourt (Rachecourt)
1800. Sportief Rotselaar (Rotselaar)
1801. ES Petigny-Frasnes (Couvin - Petigny en Frasnes-lez-Couvin)
1802. ES Gimnéenne (Doische - Gimnée)
1803. US Carlsbourg-Merny (Paliseul - Carlsbourg - Merny)
1804. Crossing Vissenaken (Tienen - Vissenaken)
1805. ES Chaumont (Vaux-sur-Sûre - Hompré - Chaumont)
1806. SK Lozen (Bocholt - Lozen)
1807. SK Poperinge (Poperinge)
1808. R. Entente de Clubs de la Province de Liège (Luik)
1809. Eendracht Louwel (Opglabbeek - Louwel)
1810. Standaard Meerbeek (Kortenberg - Meerbeek)
1811. ES Wellinoise (Wellin)
1812. RC Gentbrugge (Gent - Gentbrugge)
1813. FC Thor Destelbergen (Destelbergen)
1814. FC Eendracht Leerne (Deinze - Bachte-Maria-Leerne)
1815. FC Hargimontois (Marche-en-Famenne - Hargimont)
1816. JS Solrézienne (Beaumont - Solre-Saint-Géry)
1817. FC de Oignies (Viroinval - Oignies-en-Thiérache)
1818. FC Transvaal Vedrin (Namen - Vedrin)
1819. US Emines (La Bruyère - Émines)
1820. FC Kaprijke-Bentille (Kaprijke - Bentille)
1821. Park FC Houthalen (Houthalen-Helchteren - Houthalen - Houthalen-Oost)
1822. CS Sart-Tilman (Luik - Angleur - Sart-Tilman)
1823. Sporting Erps-Kwerps (Erps-Kwerps)
1824. Baudour ASC (Baudour)
1825. KRC Peer (Peer), vroeger FC Linde-Peer en Racing Peer
1826. VK Knesselare (Knesselare)
1827. Rode Duivels Zoutleeuw (Zoutleeuw)
1828. UJS Charleroi (Charleroi)
1829. FC Edixvelde (Erpe-Mere - Erpe en Aalst - Nieuwerkerken)
1830. FC Brussegem (Brussegem)
1831. Entente Châtelet (Châtelet), vroeger Entente Presloise (Presles)
1832. Sporting Budingen (Budingen)
1833. Pont-à-Celles-Buzet (Pont-à-Celles)
1834. FC White Star Schorvoort (Schorvoort)
1835. KVV Klauwaarts Bassevelde (Bassevelde)
1836. SK Sint-Amands (Sint-Amands)
1837. Bregel Sport (Genk)
1838. US Bure (Bure)
1839. FC Esplechin (Esplechin)
1840. US d'Auderghem (Oudergem)
1841. FC Petit-Enghien (Edingen - Lettelingen)
1842. Koninklijke Sporting Club Wiekevorst (Wiekevorst), vroeger Wiekevorst Sporting en SC Wiekevorst
1843. VV Standaard Everberg (Everberg)
1844. Baulet Sport (Wanfercée-Baulet, vroeger JS Ragnicole (Ragnies)
1845. FC Lembeke (Lembeke)
1846. Eendracht Verrebroek (Beveren - Verrebroek)
1847. ES Durbuysienne (Durbuy)
1848. Entente Sportive Viroin-Olloy (Viroinval - Olloy-sur-Viroin)
1849. ES Jallet-Goesnes (Ohey - Jallet en Goesnes)
1850. KS Verbroedering Hoeselt (Hoeselt), vroeger Hoeselt SK
1851. KFC Petegem-aan-Schelde (Wortegem-Petegem - Petegem-aan-de-Schelde)
1852. Blauw-Wit Lombeek (Roosdaal)
1853. FC Eprave (Rochefort - Éprave)
1854. FC Marbaisien (Ham-sur-Heure-Nalinnes - Marbaix-la-Tour)
1855. ES Boninne (Namen - Boninne)
1856. US Sombreffoise (Sombreffe)
1857. FC Panters Okegem (Ninove - Okegem)
1858. WS Meerdonk (Sint-Gillis-Waas - Meerdonk)
1859. FC Saint-Servais (Namen - Saint-Servais)
1860. SC Bovigny (Gouvry - Bovigny)
1861. FC Vurste-Semmerzake (Gavere - Vurste en Semmerzake), vroeger SK Semmerzake
1862. FC Coutisse (Andenne - Coutisse)
1863. GS Mopertingen (Bilzen - Mopertingen)
1864. SC Dikkelvenne (Gavere - Dikkelvenne)
1865. FC Veeweyde (Anderlecht)
1866. US Vecmont (La Roche-en-Ardenne - Beausaint - Vecmont)
1867. Entente Sportive Alloise (Vresse-sur-Semois - Alle)
1868. Bonneville Sport (Andenne - Bonneville)
1869. Espoir Club Erpion (Froidchapelle - Erpion)
1870. CD Furia Española (Saint-Ghislain - Baudour)
1871. FC de Wihéries (Dour - Wihéries)
1872. Valencia VC Piringen (Tongeren - Piringen)
1873. Sint-Anneke Sport (Antwerpen - Sint-Anneke)
1874. RWL Sport (Aarschot - Langdorp - Wolfsdonk), vroeger Wolfsdonk Sport
1875. Voorwaarts Duisburg (Tervuren - Duisburg)
1876. FC Ransart Sport (Charleroi - Ransart)
1877. SK Grembergen (Dendermonde - Grembergen)
1878. Kluisbergen Sportief (Kluisbergen)
1879. FC Sparta Heestert (Zwevegem - Heestert)
1880. JS Mageretoise (Bastenaken - Mageret)
1881. FC De Zeven Zele (Zele)
1882. JB Eigenbilzen (Bilzen - Eigenbilzen)
1883. SK Bellem (Aalter - Bellem)
1884. ES de Saint-Pierre (Libramont-Chevigny - Saint-Pierre)
1885. RC de Rance (Sivry-Rance - Rance)
1886. VV Vladslo (Diksmuide - Vladslo)
1887. Standard Club Feschaux (Beauraing - Feschaux)
1888. Sporting Grote-Brogel (Peer - Grote-Brogel)
1889. SK Lokeren Doorslaar (Lokeren - Doorslaar)
1890. ES Chatillon (Saint-Léger - Châtillon)
1891. FC JS Bouffioulx (Châtelet - Bouffioulx)
1892. SC Clabecq (Klabbeek)
1893. Amicale Club Morlanwelz (Morlanwelz)
1894. AS Baisieux-Quiévrain (Quiévrain - Baisieux, vroeger AS Baisieux
1895. VV Herleving Lippelo (Sint-Amands - Lippelo)
1896. RC de Schaerbeek (Brussel - Schaarbeek)
1897. KFC Hamont 99 (Hamont-Achel - Hamont)
1898. SK Dennenheem Hertsberge (Oostkamp - Hertsberge)
1899. Standard Club Crupet (Assesse - Crupet)
1900. DAVO Westende (Middelkerke - Westende)
1901. FC Tenstar Melle (Melle)
1902. JS Froidchapelloise (Froidchapelle)
1903. FC Sint-Kruis-Winkel (Gent - Sint-Kruis-Winkel)
1904. FC Jemelle (Rochefort - Jemelle)
1905. Velm VV (Sint-Truiden - Velm)
1906. Entente Dionaise (Beauraing - Dion)
1907. US Lesve-Besinne-Arbre (Profondeville - Arbre, Besinne en Lesve)
1908. FC Groene Heide Houwaart (Tielt-Winge - Houwaart), vroeger FC Houwaart
1909. CS Burdinnois (Burdinne)
1910. FC Eendracht Berbroek (Herk-de-Stad - Berbroek)
1911. Fenerbahce RS Beverlo (Beringen - Beverlo), vroeger RS Beverlo
1912. FC Büllingen (Büllingen)
1913. FC Vacresse (Jurbeke - Herchies - Vacresse)
1914. Sparta Lille (Lille)
1915. Entente Sportive Meix-le-Tige (Saint-Léger - Meix-le-Tige)
1916. US Awenne (Saint-Hubert - Awenne)
1917. US d'Ophain (Eigenbrakel - Ophain-Bois-Seigneur-Isaac - Ophain)
1918. VK Niel (Niel)
1919. VV Groot Kapelle (Kapelle-op-den-Bos - Ramsdonk), voorheen FC Ramsdonk
1920. SK Oetingen VC (Gooik - Oetingen)
1921. SV Aartselaar (Aartselaar)
1922. SL Villers-Matima (Villers-la-Ville)
1923. FC Helkijn (Spiere-Helkijn - Helkijn)
1924. FC Nalinnois (Ham-sur-Heure-Nalinnes - Nalinnes)
1925. FC Rillaar (Aarschot - Rillaar)
1926. Chevetogne Football (Ciney - Chevetogne)
1927. JS Noduwez (Orp-Jauche - Noduwez)
1928. KGS Bree-Beek (Bree - Beek), was Groen Star Beek
1929. AS Snef-Tyber (Seneffe), vroeger Snef FC
1930. FC Fontaine-Valmont (Merbes-le-Château - Fontaine-Valmont)
1931. SK Wondelgem (Gent - Wondelgem)
1932. ES Izel (Chiny - Izel)
1933. VCT Terkoest Alken (Alken - Terkoest)
1934. Grimbie 69 (Maasmechelen - Opgrimbie)
1935. FC Blaasveld (Willebroek - Blaasveld)
1936. SV Zaffelare (Lochristi - Zaffelare)
1937. SK Herdersem (Aalst - Herdersem)
1938. FC Mont-sur-Marchienne-Collège (Charleroi - Mont-sur-Marchienne)
1939. FC Oranja Erpe (Erpe-Mere - Erpe)
1940. FC Eksaarde (Lokeren - Eksaarde)
1941. FC Soumagne (Soumagne)
1942. FC De Zwaluw Vechmaal (Heers - Vechmaal)
1943. SSD Opoeteren (Maaseik - Opoeteren)
1944. Jeunesse Denéenne (Anhée - Denée)
1945. SC Petit-Waret (Andenne - Petit-Waret)
1946. Voetbalclub Geraardsbergen (Geraardsbergen)
1947. US Thy-le-Château (Walcourt - Thy-le-Château)
1948. ES Torgny (Rouvroy - Torgny)
1949. SK Belgica Noorderwijk (Noorderwijk)
1950. Sporting Ellikom (Meeuwen-Gruitrode - Ellikom)
1951. JSK Messelbroek (Scherpenheuvel-Zichem - Messelbroek)
1952. CS d'Erpent Salzinnes (Namen - Erpent en Salzinnes)
1953. RC Ciergnon (Houyet - Ciergnon)
1954. FC Soleilmont (Fleurus - Soleilmont)
1955. SG Rapid Oudler (Burg-Reuland - Thommen - Oudler)
1956. SC Vance (Étalle - Vance (België))
1957. Racing Strijpen (Zottegem - Strijpen)
1958. Sporting Hasselt Runkst (Hasselt - Runkst), vroeger Runkst VV
1959. Minderhout VV (Hoogstraten - Minderhout)
1960. Rienne Sports (Gedinne - Rienne)
1961. Lokerse SV (Lokeren)
1962. Patro Lensois (Hannuit - Lens-Saint-Remy)
1963. CS Espérance Han-sur-Lesse (Rochefort - Han-sur-Lesse), vroeger CS Han-sur-Lesse
1964. FC Frasnois (Frasnes-lez-Anvaing)
1965. FC Boussu-lez-Walcourt (Froidchapelle - Boussu-lez-Walcourt)
1966. FC Basèclois (Belœil - Basècles) - opgeheven sinds 2002
1967. FC Saint-Martin Pessoux (Ciney - Pessoux)
1968. SK Wichelen (Wichelen)
1969. USH Limontoise (Donceel - Limont)
1970. US Archennes-Pécrot (Graven - Eerken en Pécrot), vroeger CS Pécrot-Bossut-Gottechain
1971. FC Steenhuize (Herzele - Steenhuize-Wijnhuize)
1972. Daussois Sport (Cerfontaine - Daussois)
1973. FC Gerpinnes (Gerpinnes)
1974. CS Forges (Chimay - Forges (België))
1975. Lindelhoeven VV (Overpelt - Lindelhoeven)
1976. Standard Club Biercée (Thuin - Biercée)
1977. SK Vlierzele (Sint-Lievens-Houtem - Vlierzele)
1978. FC Ellezellois (Elzele)
1979. VC Osta Meerbeke (Ninove - Meerbeke)
1980. CS Toernich (Aarlen - Toernich)
1981. SK Ottenburg (Huldenberg - Ottenburg)
1982. SK Waanrode (Kortenaken - Waanrode)
1983. FC Kerkbrugge (Evergem - Kerkbrugge)
1984. Standard Flawinne FC (Namen - Flawinne)
1985. FC Wieze (Wieze)
1986. FC Hoogeinde Sint-Gillis-Waas (Sint-Gillis-Waas - Hoogeinde)
1987. ESFC du Geer (Geer)
1988. CS Rémersdael (Voeren - Remersdaal)
1989. CS Bellevaux-Ligneuville (Bellevaux-Ligneuville)
1990. CS Bollandois (Bolland)
1991. Jeunesses Oleyennes Réunies (Borgworm - Liek)
1992. Sporting Vilvoorde-Koningslo (Vilvoorde - Koningslo), vroeger Athletic Club of Soccer Koningslo en FC Koningslo
1993. FC Heirnis Gent (Gent - Heirnis)
1994. SK Wachtebeke (Wachtebeke)
1995. Étoile de Faimes (Faimes)
1996. FC Heisport Mol (Mol)
1997. SC Orsmaal (Orsmaal-Gussenhoven - Orsmaal)
1998. FC Naninnois (Namen - Naninne)
1999. VK Watervliet (Sint-Laureins - Watervliet)
2000. FC de La Reid (Theux - La Reid)
2001. CS Soye (Floreffe - Soye)
2002. Provinciale Studiecommissie Oost-Vlaanderen (Oost-Vlaanderen)
2003. Provinciale Studiecommissie Antwerpen (Antwerpen)
2004. Sporting Tisselt (Willebroek - Tisselt)
2005. FC Erwetegem (Zottegem - Erwetegem)
2006. ES Naomé (Bièvre - Naomé)
2007. FC Ganshoren (Brussel - Ganshoren)
2008. Gelmen VV (Sint-Truiden - Gelmen)
2009. US de Pesche (Couvin - Pesche)
2010. FC Standard de Châtelet (Châtelet)
2011. FC Thulin (Hensies - Thulin)
2012. Entente Jehonvilloise (Bertrix - Jehonville)
2013. SK Welle (Denderleeuw - Welle (Oost-Vlaanderen))
2014. FC Lillonia 66 (Houthalen-Helchteren - Lillo)
2015. Sporting Eizeringen (Lennik - Eizeringen)
2016. VK Rode (Huldenberg - Sint-Agatha-Rode)
2017. Football Club Chaumont-Gistoux (Chaumont-Gistoux)
2018. ES Villance (Libin - Villance)
2019. Ladies Heist-op-den-Berg (Begijnendijk), vroeger FC Astrio Begijnendijk
2020. ES Petitvoir-Tournay (Neufchâteau - Tournay - Petitvoir)
2021. Jeunesse Autelbas (Aarlen - Autelbas)
2022. FC Negenmanneke (Sint-Pieters-Leeuw - Negenmanneke)
2023. FC Meerhof (Willebroek - Meerhof)
2024. FC Kleit Maldegem (Maldegem - Kleit)
2025. AEDEC Hyon (Bergen - Hyon)
2026. AS Chimay-Virelles (Chimay - Virelles)
2027. Eendracht Drongen 97 (Gent - Drongen)
2028. RKC Hasselt (Hasselt)
2029. SK Pijpelheide (Heist-op-den-Berg - Pijpelheide)
2030. KSV Melsen (Merelbeke - Melsen)
2031. VC Leefdal Vooruit (Bertem - Leefdaal)
2032. Toekomst Relegem (Asse - Relegem)
2033. SC Tillet (Sainte-Ode - Tillet)
2034. VV Cercle Oedelem (Beernem - Oedelem)
2035. ES Frasnes-Moustier (Frasnes-lez-Anvaing - Moustier en Frasnes-lez-Buissenal), vroeger US Moustinoise
2036. FC Bra (Lierneux - Bra (België))
2037. US Estinnoise (Estinnes)
2038. SJV Motbroek (Tielt-Winge - Sint-Joris-Winge - Motbroek)
2039. JSC Brugelette (Brugelette)
2040. SC Vallois (Doornik - Vaulx)
2041. VK Sint-Agatha-Berchem (Brussel - Sint-Agatha-Berchem)
2042. RC Dourdois (Dour)
2043. AC Estaimbourg (Estaimpuis - Estaimbourg)
2044. VK Wilskracht Moorsel (Aalst - Moorsel)
2045. AS Dion-Valmont (Chaumont-Gistoux - Dion-Valmont)
2046. Pavillon Dochard (Charleroi - Marchienne-au-Pont - La Docherie)
2047. JS Gaurain (Doornik - Gaurain-Ramecroix), vroeger FC Gaurain-Ramecroix
2048. US Thumaide (Belœil - Thumaide)
2049. JS Merdorp (Hannuit - Merdorp)
2050. Étoile Sportive Transinnoise (Transinne)
2051. FC Zwaneven (Oud-Turnhout - Zwaneven)
2052. Geschrapt. Was VK Lauw (Lauw (België))
2053. AS Lathuy-Souveraine (Geldenaken) (1990-1992), voorheen FC Jodoigne-Souveraine (1971-1990)
2054. VC Ede-Haaltert (Haaltert - Ede)
2055. Olympia Wilrijk '72 (Antwerpen - Wilrijk)
2056. FC Pannenhoeve (Westerlo)
2057. SK Oudegem (Dendermonde - Oudegem)
2058. VK Gelrode (Aarschot - Gelrode) (1972-1993)
2059. FC Berlaar-Heikant (Berlaar - Berlaar-Heikant))
2060. SK Semmerzake (Gavere - Semmerzake) (1972-1994)
2061. FC Saint-Hubert Ramillies (Ramillies)
2062. Alliance Huppaytoise (Ramillies - Huppaye)
2063. SK Pepingen-Halle (2017-) (Halle), voorheen FC Pepingen (1972-2017)
2064. Heis Sport Bilzen (Bilzen - Heesveld, Eik en Spurk)
2065. VK Penarol Engsbergen (Tessenderlo - Engsbergen)
2066. FC Dworp (Beersel - Dworp)
2067. SC Begonia Lochristi (Lochristi)
2068. JS Beauvechain (Bevekom)
2069. Sporting Merelbeke (Merelbeke)
2070. FC Inter Jandrain-Jandrenouille (Orp-Jauche - Jandrain-Jandrenouille)
2071. FC Beigem (Beigem) - opgeheven
2072. Huccorgne Sports (Huccorgne)
2073. VK Nieuwenrode (Nieuwenrode)
2074. KDN United (Kortrijk-Dutsel), vroeger VK Kortrijk-Dutsel
2075. Racing Club de Bruxelles (7759) (Watermaal-Bosvoorde), vroeger CS Watermael
2076. FC Kerksken (Kerksken)
2077. FC Arlon (Aarlen), vroeger FC Jeunesse Lorraine Arlonaise en FC Le Lorrain Arlon
2078. FC Saint-Germain (Saint-Germain)
2079. Racing Muide (Gent)
2080. Athlétique Club Le Rœulx (Le Rœulx)
2081. Union Cécilienne (Sainte-Cécile)
2082. SC Saive (Saive)
2083. ESC Horrues (Horrues)
2084. Mellet Sports (Mellet)
2085. FC Saint-Michel (Sint-Pieters-Woluwe)
2086. Baanbrekers Tremelo (Tremelo)
2087. Koninklijke Lyra TSV (Lier) (1972-2017), sinds 2017 terug spelend onder het stamnummer 52
2088. Zeveren Sportief (Zeveren)
2089. JS Falisolle-Aisemont (Falisolle en Aisemont)
2090. ES Bourcy (Bourcy)
2091. Jeunesse Taviétoise (Taviers)
2092. Boutersem United (Roosbeek), vroeger Sporting Roosbeek-Neervelp en Sporting Roosbeek
2093. VK Holsbeek (Holsbeek)
2094. SK Meldert (Meldert)
2095. Verbroedering Strijland Gooik (Gooik - Strijland)
2096. FC Punt-Larum (Geel - Punt en Larum)
2097. AS Gérouville (Meix-devant-Virton - Gérouville)
2098. FC Warsage (Dalhem - Weerst)
2099. Eendracht Grembergen (Dendermonde - Grembergen)
2100. Union Walhorn (Lontzen - Walhorn)
2101. FC Beclers (Doornik - Beclers)
2102. US Bohannaise (Vresse-sur-Semois - Bohan)
2103. SK Berlare (Berlare)
2104. VK Nederhasselt (Ninove - Nederhasselt)
2105. SC Wauberg (Peer)
2106. US Archennoise (Graven - Eerken)
2107. US Saint-Bernard Waltzing-Bonnert (Aarlen - Bonnert - Waltzing)
2108. FC Excelsior Kessel (Nijlen - Kessel)
2109. Eendracht Termien (Genk - Termien)
2110. Sporting Molenbeek (Bekkevoort - Molenbeek-Wersbeek)
2111. Deurne SK (Diest - Deurne)
2112. Étoile Jaune Erpent (Namen - Erpent)
2113. SV Grasheide (Putte - Grasheide)
2114. Voorwaarts Mollem  (Asse - Mollem)
2115. VC Herop Ouwegem (Zingem - Ouwegem)
2116. Grenstrappers Kolonie Lommel (Lommel - Kolonie)
2117. FC Moorsel (Tervuren - Moorsel)
2118. Gewestelijke Verst. Clubs Denderstreek (Denderstreek)
2119. JS Wez-Guignies (Brunehaut - Wez-Velvain), vroeger Sporting Club Brunehaut
2120. VV Emelgem-Kachtem (Izegem - Emelgem, Kachtem), vroeger SV Izegem
2121. SK Aaigem (Erpe-Mere - Aaigem)
2122. White Star Oostwinkel (Lievegem - Oostwinkel)
2123. VK Borchtlombeek (Roosdaal - Borchtlombeek)
2124. Sports et Loirirs Mortier (Blegny - Mortier)
2125. FC Brunehaut (Brunehaut - Hollain)
2126. Cercle Sportif Racing Uccle (Brussels Hoofdstedelijk Gewest - Ukkel)
2127. Jong Male VV (Brugge - Sint-Kruis - Male)
2128. PSV Melveren (Sint-Truiden - Melveren)
2129. SC Bruyelle (Antoing - Bruyelle)
2130. Kanne VV (Riemst - Kanne)
2131. Zennester Hombeek (Mechelen - Hombeek)
2132. FC Kelle (7963) (Sint-Pieters-Woluwe)
2133. AC Anvaing (Frasnes-lez-Anvaing - Anvaing)
2134. FC Roucourtois (Péruwelz - Roucourt)
2135. ES Gimnée-Mazée (Doische - Gimnée)
2136. Regio Zuid-West Limburg (bond)
2137. FC La Glanerie (Rumes - La Glanerie)
2138. Standario FC Onoz (Jemeppe-sur-Sambre - Onoz)
2139. RC Reppel (Bocholt - Reppel)
2140. SC Vezon (Doornik - Vezon)
2141. Lando Sport Merendree (Nevele - Merendree)
2142. SK Rooierheide (Diepenbeek - Rooierheide)
2143. FC Schepdaal (Dilbeek - Schepdaal)
2144. FC Anadol (Heusden-Zolder)
2145. Entente Namuroise du Nord, d'Est et Basse-Sambre (Namen)
2146. Lindeboys Sporting Leut (Maasmechelen - Leut)
2147. VVC Brugse Oostkust (Brugge)
2148. VV Leest (Mechelen - Leest)
2149. Entente Provinciale Clubs Luxembourgeois (Luxemburg)
2150. Sporting Grote-Heide Neerpelt (Neerpelt - Grote Heide)
2151. FC Malonne 2000 (Malonne)
2152. FC Assent (Bekkevoort - Assent)
2153. VK Kachtem (Kachtem)
2154. VV Schakkebroek (Schakkebroek)
2155. US Mellier (Léglise - Mellier)
2156. AFC Péronnes (Péronnes-lez-Binche)
2157. VK White Boys Sint-Niklaas (Sint-Niklaas)
2158. FC Juventus Schoonaarde (Dendermonde - Schoonaarde)
2159. Ritterklub VSV Jette (Brussel - Jette)
2160. ES Bonnerue (Houffalize - Mabompré - Bonnerue)
2161. Union Sportive Flavion Morialmé Flavion, voorheen Flavion Sport
2162. SK Moelingen (Voeren - Moelingen)
2163. ESC Poupehan (Bouillon - Poupehan)
2164. ES des Carrières (Doornik - Gaurain-Ramecroix)
2165. FC Merksem (Antwerpen - Merksem)
2166. SK Reningelst (Poperinge - Reningelst)
2167. Sparta Kruiseke (Wervik - Kruiseke)
2168. ES des Frontières (Couvin - Cul-des-Sarts)
2169. Bezemheide Sport (Kalmthout - Bezemheide)
2170. FC Rosières (Rixensart - Rozieren)
2171. VK Sparta Ertvelde (Ertvelde - Evergem)
2172. SV Breugel (Peer - Kleine-Brogel)
2173. AC Tervant (Beringen - Paal - Tervant)
2174. FC Houthem (Komen-Waasten - Houthem)
2175. FC Ciply (Bergen - Ciply)
2176. FC Rumes-La Glanerie (Rumes - La Glanerie)
2177. Thor Kokerij-Meldert (Meldert), vroeger Verbroedering Meldert en Thor Kokerij Meldert
2178. Sporting Aalst (Sint-Truiden - Aalst, vroeger Sporting Aalst-Brustem
2179. Habo SK Borgloon (Borgloon - Haren), vroeger SK Habo Haren-Borgloon
2180. FCSJ Montignies-sur-Sambre (Charleroi - Montignies-sur-Sambre)
2181. AS Pommerœul-Ville (Bernissart - Pommerœul)
2182. Sijseelse Voetbal Vereniging Damme (Damme - Sijsele), vroeger VV Verbroedering Sijsele
2183. Sporting Sint-Jan-Bentille (Sint-Laureins - Sint-Jan-in-Eremo - Bentille)
2184. Sporting Malou (Sint-Pieters-Woluwe)
2185. Charneux FC (Herve - Charneux)
2186. SC Aster Aartrijke (Zedelgem - Aartrijke)
2187. Étoile Rouge Belgrade (Namen - Belgrade)
2188. SC Mont-de-l'Enclus (Mont-de-l'Enclus)
2189. FC Kelle (Sint-Pieters-Woluwe)
2190. Hoek Sport Zaventem (Zaventem - Hoek)
2191. Diables Rouges Rongy (Brunehaut - Rongy)
2192. SK Spermalie-Middelkerke (Middelkerke - Slijpe/Spermalie), vroeger SK Spermalie
2193. RW Dames Herentals (Herentals), vroeger Sefa Dames Herentals
2194. Brussel Dames 71 (Brussel), vroeger Wemmel Dames 71
2195. VK Veldkanteva's (Grimbergen - Veldkant)
2196. DVC 't Rozeke Antwerpen (Antwerpen)
2197. Club Landain Don Bosco (Doornik - Blandain)
2198. FC Ramegnies-Lamain (Doornik - Lamain)
2199. Eendracht Vinkt (Deinze - Vinkt)
2200. Standard Fémina de Liège (Luik)
2201. SK Opbrakel (Brakel - Opbrakel)
2202. Eva's Kumtich (Tienen - Kumtich)
2203. Damesvoetbal Lanaken (Lanaken), vroeger Hewian Girls Lanaken
2204. FC Entente Stembertoise (Verviers - Stembert)
2205. VV Kruispunt Heist (Heist-op-den-Berg)
2206. US Ploegsteert-Bizet (Komen-Waasten - Ploegsteert/Le Bizet)
2207. VV Zepperen-Brustem (Sint-Truiden - Brustem en Zepperen), vroeger VV Brustem Centrum
2208. Amandina VC Schakkebroek (Herk-de-Stad - Schakkebroek)
2209. Sporting Keiem (Diksmuide - Keiem)
2210. SV Voorde (Ninove - Voorde)
2211. FC Smetlede (Lede - Smetlede)
2212. SK Roeselare (Roeselare - Dadizele) - vroeger SK Roeselare-Daisel en VK Dadizele (Moorslede - Dadizele)
2213. Renouveau US Tournaisienne (Warcoing), voorheen Olympic de Warcoing
2214. FC Gouy (Courcelles - Gouy-lez-Piéton)
2215. AC Soiron (Pepinster - Soiron)
2216. FC Hermée (Oupeye - Hermée)
2217. Jespo Bas-Warneton (Komen-Waasten - Neerwaasten)
2218. Sporting Heide Linter (Linter)
2219. VV Eendracht Brugge (Brugge)
2220. SK Hezewijk (Olen - Hezewijk)
2221. Sporting Gent (Gent) - opgeheven
2222. CS Wépionnais (Namen - Wépion)
2223. SC de Tertre (Saint-Ghislain - Tertre)
2224. Rot-Weiss Eynatten (Raeren - Eynatten)
2225. VV Leffinge (Middelkerke - Leffinge)
2226. VKSO Zerkegem (Jabbeke - Zerkegem)
2227. Wellen VV (Wellen)
2228. Jeunesse Entente Sportive Velaines (Celles - Velaines)
2229. AC Hombourg (Plombières - Homburg)
2230. Euro Youth Liège 75 (Luik)
2231. FC Marquain (Doornik - Marquain)
2232. SK Munkzwalm (Zwalm - Munkzwalm)
2233. AS Châtelineau (Châtelet - Châtelineau)
2234. SK Nieuwkerke (Heuvelland - Nieuwkerke)
2235. FC Dailly (Couvin - Dailly)
2236. Dames Berg en Dal Diepenbeek (Diepenbeek)
2237. FC Forest (Brussel - Vorst), vroeger Racing Forest Ovetense-Turon
2238. SVD Handzame (Kortemark - Handzame)
2239. VK Overijse (Overijse)
2240. SKO Merchtem (Merchtem)
2241. WIK Boekel (Zwalm - Sint-Blasius-Boekel)
2242. WGSM Lennik (Lennik), voorheen Westhoek Gaasbeek
2243. Association Belge des Sports du Samedi (ABSSA) (België)
2244. SK Opex Girls Oostende (Oostende - Opexwijk)
2245. Red Star Laak (Houthalen-Helchteren - Houthalen - Laak)
2246. RC Fémina Antheit (Wanze - Antheit)
2247. Sporda Dames VV Veldegem (Zedelgem - Veldegem)
2248. FC Heilig Kerst (Gent)
2249. VK Jong Geraardsbergen (Geraardsbergen - Onkerzele), vroeger VK Onkerzele en Jong Geraardsbergen
2250. US Waha (Marche-en-Famenne - Waha)
2251. FC Menen United (Menen), vroeger FC Meninas
2252. ASC Havinnes (Doornik - Havinnes)
2253. Voorwaarts Gijzenzele (Oosterzele - Gijzenzele)
2254. FC Étoiles D'Ere (Ere - Doornik), vroeger FC Étoiles D'Ere-Allain
2255. Olympic Club Sommière (Onhaye - Sommière)
2256. FC Mesnilois (Houyet - Mesnil-Saint-Blaise)
2257. BS Geluveld (Zonnebeke - Geluveld)
2258. VK Liezele (Liezele - Puurs)
2259. Sparta Dikkebus (Ieper - Dikkebus)
2260. Three Stars Club Proven (Poperinge - Proven)
2261. SK Vlezenbeek (Sint-Pieters-Leeuw - Vlezenbeek)
2262. WS Wommersom (Linter - Wommersom)
2263. WS Zarren (Kortemark - Zarren)
2264. JS Ittroise (Itter)
2265. ADI - ALA
2266. VV Leke-Vladslo (Diksmuide - Leke en Vladslo), vroeger VV Leke
2267. Herentals SK (Herentals)
2268. FC Apollo 74 Gellik (Lanaken - Gellik)
2269. SK Sonnis Helchteren (Houthalen-Helchteren - Helchteren)
2270. SV Kobbegem (Asse - Kobbegem)
2271. Daring Brugge VV (Brugge)
2272. Andoy Wierde FC (Namen - Wierde - Andoy)
2273. UCE de Liège (Union des Clubs Espagnols Liègeois) (Luik)
2274. Amis Réunis Tubize (Tubeke)
2275. VK Eendracht Eizer (Overijse - Eizer)
2276. US Sovet (Ciney - Sovet)
2277. VK Jimboys Duffel (Duffel)
2278. SV Terhagen (Terhagen (Rumst))
2279. Association Athlétique Rapid Club Mouscronnois (Moeskroen), vroeger Rapid Club Luingnois
2280. AF Union Sportive Saint-Amand-Brye (Fleurus - Saint-Amand en Brye), vroeger CS Brye 1973
2281. FC Westouter (Heuvelland - Westouter)
2282. Breugel-Herkol SV (Neerpelt - Kleine-Brogel), vroeger SV Herkol Neerpelt
2283. VC Rabot Gent (Gent)
2284. US Léersoise (Estaimpuis - Leers-Nord)
2285. JS de Fraire (Walcourt - Fraire)
2286. Sporting Duras (Sint-Truiden - Duras)
2287. Schoot Sport (Tessenderlo - Schoot)
2288. FC Maria-Lierde (Lierde - Sint-Maria-Lierde)
2289. CS Entité Manageoise (Manage), vroeger CS Fayt-Manage
2290. VK Gestel (Lummen - Gestel)
2291. FC Laplaigne (Brunehaut - Laplaigne)
2292. Belgian Football Coaches (België)
2293. Pro League (België)
2294. Liga Vrouwenvoetbal - Ligue Football Féminin (België)
2295. Evergemse Verstandhouding (Evergem)
2296. Deinzese Verstandhouding (Deinze)
2297. Étoile Sportive Brainoise (Kasteelbrakel)
2298. SK Elverdinge (Ieper - Elverdinge)
2299. Groene Duivels Ingooigem (Anzegem - Ingooigem)
2300. Red Star Opheers (Heers - Opheers)
2301. Red Star Opdorp (Buggenhout - Opdorp)
2302. VK Linden (Lubbeek - Linden)
2303. FC Dynamo Klein Gent-Beervelde (Lochristi - Beervelde), vroeger Dynamo Beervelde, FC Dynamo Klein Gent-Beervelde en VK Nieuw Beervelde
2304. WSAC Fleurus (Fleurus), vroeger WS AS Wangenies (Wangenies)
2305. VJ Baardegem (Aalst - Baardegem)
2306. FC Westrem (Wetteren - Westrem)
2307. SC Mazycien (Gembloers - Mazy)
2308. FC Oordegem (Oordegem)
2309. FC Klein Laar Vrasene (Vrasene)
2310. Avanti Stekene (Stekene), vroeger VV Straatje Stekene
2311. DVK Gent (Gent) - opgeheven
2312. Vrij Vooruit Voorshoven (Voorshoven)
2313. FC Pede (Sint-Gertrudis-Pede)
2314. FC Boma Kaster (Kaster)
2315. WS Lovrienden Lotenhulle (Lotenhulle)
2316. FC Casteau (Casteau)
2317. SK Kalken (Kalken)
2318. Lommel United WS (Lommel - Kerkhoven), vroeger VV Dorperheide Girls Lommel
2319. KFC Lebbeke (Lebbeke), was Rapide Club Lebbeke
2320. Umitspor Maasmechelen (Maasmechelen)
2321. WS Bulskamp (Veurne - Bulskamp)
2322. SK Sint-Jan Wingene (Wingene - Sint-Jan)
2323. Rood-Wit Hollebeke (Ieper - Hollebeke)
2324. FC Lutterzele (Dendermonde - Sint-Gillis-bij-Dendermonde - Lutterzele)
2325. Hoger Op Oostveld Oedelem (Beernem - Oedelem, Oostveld)
2326. Agrupación Oviedo-Asturiana (Anderlecht)
2327. De Zwaluw VV Diepenbeek (Diepenbeek)
2328. SK Zonhoven (Zonhoven)
2329. FC Edeboys (Wetteren - Ten Ede)
2330. Dames Assenede (Assenede)
2331. Eendracht Wit-Zwart 93 Sint-Antelinks (Herzele - Sint-Antelinks)
2332. SK Beerse (Beerse)
2333. VC Herzele-Ressegem (Herzele - Ressegem), vroeger VC Ressegem
2334. Wilskracht Idegem (Geraardsbergen - Idegem), vroeger VK Idegem
2335. FC Étoiles d'Ere (Doornik - Ere)
2336. CS Biergeois (Waver - Bierges)
2337. City Wevelgem (Wevelgem)
2338. SC Huvo Jeuk (Gingelom - Jeuk)
2339. FC Collège (Charleroi)
2340. SW Ladies Harelbeke (Harelbeke), vroeger DVC Kuurne, DVC Zuid-West-Vlaanderen en VV Rassing Harelbeke
2341. Étoile Dieleghem (Jette - Dielegem)
2342. FC Vellereille (Estinnes - Vellereille-les-Brayeux)
2343. SK Bruggeneinde (Heist-op-den-Berg - Bruggeneinde)
2344. JS Hognouloise (Awans - Hognoul)
2345. SK Verbroedering Oostakker (Gent - Oostakker)
2346. Tempo Overijse (Overijse)
2347. AS Vaudignies (Chièvres - Vaudignies)
2348. RC Hades (Hasselt - Kiewit)
2349. VC Eendracht Houtem (Sint-Lievens-Houtem)
2350. Standaard Diest (Diest)
2351. VV Sparta Ursel (Knesselare - Ursel)
2352. JS Molise-Herstal (Herstal), vroeger JS Molise Liège
2353. VC Zevergem Sportief (Zevergem)
2354. Turkse FC Beringen (Koersel)
2355. VV Ven-Maaseik (Maaseik - 't Ven)
2356. FC Houtain-Genappe (Genepiën - Houtain-le-Val)
2357. Sportkring Kwatrecht (Wetteren - Kwatrecht)
2358. FC Oppuurs (Sint-Amands - Oppuurs)
2359. FC Montleban (Gouvy - Montleban)
2360. Sporting Lebeke (Ninove - Lebeke en Aalst)
2361. FC Goalgetters Sint-Laureins (Sint-Laureins)
2362. SV Everbeek (Brakel - Everbeek)
2363. SV Woumen (Diksmuide - Woumen)
2364. SC de Pecq (Pecq)
2365. SC Tournai-Vert Bocage (Doornik - Vert Bocage)
2366. VLANOB (Vereniging Lagere Afdeling Noord Oost Brabant) (Vlaams-Brabant)
2367. LCFBS (Ligue des Clubs de Football de la province du Brabant Wallon) (Waals-Brabant), vroeger Entente des Clubs du Brabant Wallon
2368. SK Strooiendorp Leopoldsburg (Leopoldsburg - Strooiendorp)
2369. Dames FC Jong Nijlen (Nijlen)
2370. SK Ooigem (Wielsbeke - Ooigem)
2371. VK Tielrode (Temse - Tielrode)
2372. SK Tielt (Tielt)
2373. Dosko Kanegem (Tielt - Kanegem)
2374. Wosjot Woluwe (Zaventem - Sint-Stevens-Woluwe)
2375. VG Oostende (Oostende), vroeger FC Oostende Voetbal Gemeenschap - opgeheven
2376. SK Peulis (Putte - Peulis)
2377. Entente Sportive Élouges Dour (Dour - Élouges)
2378. Verstandhouding Clubs 2de Provinciale Oost-Vlaanderen (Oost-Vlaanderen)
2379. Jeunesse Turque (Aiseau-Presles - Roselies)
2380. JUS Maubray (Antoing - Maubray)
2381. Olympic Anderlecht (Anderlecht), vroeger Bon Air Sport
2382. VK Letterhoutem (Letterhoutem)
2383. US Young Fellows Evere (Evere)
2384. Daring Maria-Aalter (Maria-Aalter)
2385. SC Langevelde
2386. Derby Girls Nerem (Nerem)
2387. Coxy Ladies Wulpen (Koksijde - Wulpen)
2388. FC Larum Geel (Geel - Larum)
2389. Regio Zuid-Oost Limburg (bond)
2390. Sporting Rollegem
2391. US Gelbressée (Gelbressée)
2392. Sparta Asper (Asper)
2393. Sporting Nijlen (Nijlen)
2394. Excelsior Hamont (Hamont)
2395. FC Green Stars Brussels (Schaarbeek)
2396. CS Taintignies (Taintignies)
2397. VC Webbekom (Webbekom)
2398. FC Jehanster (Jehanster)
2399. Femina Hoof (Welkenraedt - Hoof)
2400. Roux Sport (Roux)
2401. Étoile Taminoise (Sambreville - Tamines)
2402. Sporting Aspelare (Ninove - Aspelare)
2403. FC Arsenal Evere (Brussel - Evere)
2404. VV Volkegem (Oudenaarde - Volkegem)
2405. FC Ster-Francorchamps (Stavelot - Francorchamps), vroeger Espoir-Sportif Francorchamps
2406. Racing Club de Bruxelles (9012) (Watermaal-Bosvoorde)
2407. FC Nieuwpoort (Nieuwpoort)
2408. ES Ayeneutoise (Ayeneux)
2409. Entente Sportive Arquennes-Familleureux (Familleureux), vroeger SC Familleureux
2410. Racing Mater (Mater)
2411. Dames VK Egem (Egem)
2412. BX Brussels (Jette), vroeger FC Bleid en FC Bleid-Gaume
2413. JS Pierreuse (Luik - Pierreuse)
2414. SK Nieuwe Kempen (Opglabbeek)
2415. ES Féminine Gerpinnes (Gerpinnes)
2416. FC Nerem (Tongeren - Nerem)
2417. JS Kemexhe Crisnée (Crisnée - Kemexhe), vroeger JS Kemexhe
2418. Ladies Willebroek (Willebroek)
2419. Famkes Diksmuide Oostende (Diksmuide, Oostende), vroeger Famkes Westhoek Diksmuide Merkem, DV Famkes Merkem
2420. FC Aalst (Aalst (Oost-Vlaanderen))
2421. AS Lindeman (Heusden-Zolder)
2422. Gold Star Voormezele (Voormezele)
2423. FC Surdents (Surdents)
2424. Dames Voetbal Klub Haacht (Haacht)
2425. Racing Zwijnaarde (Zwijnaarde)
2426. R. Foyer Anderlecht-Betis (Anderlecht)
2427. RC Montagnard (Montigny-le-Tilleul)
2428. KVV Hou ende Trou Zwijnaarde (Zwijnaarde)
2429. JS du Thier à Liège (Luik)
2430. FC Lanaye (Ternaaien)
2431. VSV Gent (Gentbrugge)
2432. Union Hesbignonne (Fexhe-le-Haut-Clocher)
2433. FC de Lasne (Lasne)
2434. Bury Foot-Club (Bury)
2435. FC Eendracht Houthalen (Houthalen)
2436. Verbroedering Koeivijver-Pede (Koeivijver, Sint-Gertrudis-Pede), voorheen FC Koeivijver-Dilbeek
2437. VV Statiesport Zolder (Zolder)
2438. Geschrapt. Was Blauw-Wit Bree (Bree)
2439. VK Luchteren (Drongen, Luchteren)
2440. SC Étoile Bruxelles-Capitale (Brussel), vroeger CWAS Étoile Bruxelles, FC Étoile Marocaine Wemmel en AS Étoile Bruxelles-Capitale
2441. Dames VC Beerse (Beerse)
2442. FC Broekom (Broekom)
2443. SC Stavelot Sport (Stavelot)
2444. Verenigde Krachten Hamme (Hamme)
2445. VK Heide Kuringen (Kuringen)
2446. FC Atlas de Bruxelles (Brussel)
2447. FC Daknam (Daknam), vroeger FC Eendracht Daknam
2448. FC Horion (Horion-Hozémont)
2449. JS Orcq (Orcq)
2450. FC Melosport Zonhoven (Zonhoven)
2451. GFA Sinaai  (Sinaai), vroeger Waasland Beveren - Sinaai Girls en Sinaai Girls
2452. FC Féminin Sur-les-Bois (Sur-les-Bois)
2453. FC Obourg (Obourg)
2454. FC Turkse Rangers Waterschei (Waterschei)
2455. FC Thier-Liège (Luik - Thier-à-Liège)
2456. DVK Izegem (Izegem)
2457. ASC Havinnes (Havinnes)
2458. Verbroedering Beersel Drogenbos (Beersel en Drogenbos), vroeger SK Beersel-Drogenbos en SK Beersel
2459. SK Vinderhoute (Vinderhoute)
2460. FC Poesele (Poesele)
2461. FC Bléharies (Bléharies)
2462. VK Merendree (Merendree)
2463. Kadijk SK Overpelt (Overpelt)
2464. FC Rijkel (Rijkel)
2465. Dames Voetbal Zonhoven (Zonhoven)
2466. FC Marmara Sint-Pieters-Leeuw (Sint-Pieters-Leeuw)
2467. RC Ahin (Ben-Ahin)
2468. VV Molenkring Lichaart (Lichtaart)
2469. DV Sporting Girls Oostkamp (Oostkamp)
2470. SC Doorslaar (Lokeren - Doorslaar)
2471. Ladies Oudenburg (Oudenburg)
2472. Sporting Daring Club de Bruxelles (Brussel)
2473. FC Turk Sport Antwerpen (Antwerpen - Linkeroever)
2474. FC Vogelzang (Brussel - Anderlecht)
2475. FC Penarroya Vilvoorde (Vilvoorde)
2476. Sporting Iddergem (Denderleeuw - Iddergem)
2477. Fémina Cosmos Tihange (Hoei - Tihange)
2478. Sporting Oudgaarden (Hoegaarden - Outgaarden)
2479. FC Antwerp Girls (Antwerpen)
2480. VV Westkapelle (Knokke-Heist - Westkapelle)
2481. FC Hélécine (Hélécine), vroeger Union Lincentoise
2482. FC Greunsjotters Vossem (Tervuren - Vossem)
2483. Club Deportivo Turon Bruxelles (Brussel)
2484. SV Ressegem (Herzele - Ressegem)
2485. SK Westrozebeke (Staden - Westrozebeke)
2486. CS Pays Vert Ostiches-Ath (Ath - Ostiches)
2487. Leeuw Brucom (Sint-Pieters-Leeuw), voorheen SK Leeuw
2488. AS Strépy-Bracquegnies (Strépy-Bracquegnies)
2489. Miecroob Veltem (Veltem-Beisem)
2490. Stade Haacht (Haacht)
2491. VK Akkers Middelburg (Maldegem - Middelbrug)
2492. JS Jamioulx (Jamioulx)
2493. VVG Alveringem (Alveringem)
2494. FC Groene Ster Mechelen (Mechelen)
2495. Fémina Club Vitrival (Vitrival)
2496. FC Berchem Dames (Brussel - Sint-Agatha-Berchem), vroeger VK Berchem Dames
2497. FC Boqueron (Brussel - Vorst)
2498. Damesvoetbal DaVo Waregem (Waregem)
2499. SC Hermalle
2500. Jupiter Nokere (Kruishoutem - Nokere)
2501. FC Piéton Sport (Chapelle-lez-Herlaimont - Piéton)
2502. Voorwaarts Oorbeek (Tienen - Oorbeek)
2503. Sportkring Sint-Niklaas, (Sint-Niklaas - Nieuwkerken-Waas), vroeger FCN Sint-Niklaas en FC Nieuwkerken
2504. Marsvlinders Kaulille (Kaulille)
2505. R. Daring Club de Cointe-Liège (Luik - Cointe), vroeger Daring Club de Cointe
2506. FC Kosova Schaerbeek (Schaarbeek)
2507. CRER Quaregnon-Wasmuel (Quaregnon - Wasmuel)
2508. Fémina FC Tournai (Doornik)
2509. Racing Butsel (Boutersem - Butsel)
2510. Davo Puurs (Puurs)
2511. US FDC Petit-Enghien (Edingen - Lettelingen)
2512. SK Zillebeke (Ieper - Zillebeke)
2513. SC Statte (Hoei - Statte)
2514. FC Wijtschate (Heuvelland - Wijtschate)
2515. ASC Mont-sur-Marchienne (Charleroi - Mont-sur-Marchienne)
2516. SC Lodelinsart (Charleroi - Lodelinsart)
2517. Sporting Pont-de-Loup (Aiseau-Presles - Pont-de-Loup)
2518. FC Dames Zwartberg (Genk - Zwartberg)
2519. FC Aldegondois (Morlanwelz - Mont-Sainte-Aldegonde)
2520. Standaard Michelbeke (Michelbeke)
2521. JS Chaumont-Gistoux (Chaumont-Gistoux)
2522. VK Dudzele (Brugge - Dudzele)
2523. FC Entité Wasseiges (Wasseiges)
2524. FC Tienen (Tienen)
2525. FC Fémina Braine (Rebecq, 's-Gravenbrakel en Zinnik), vroeger Standard Fémina Braine en FCF Braine-Rebecq
2526. JS Dampremy (Charleroi - Dampremy)
2527. FC Fémina Mouscron (Moeskroen)
2528. Euro-Afro Genk (Genk)
2529. FC Fair-Play de Bruxelles (Brussel)
2530. FC Sint-Andries Antwerpen (Antwerpen - Sint-Andries)
2531. Turkiyemsport Zaventem (Zaventem)
2532. RC Liège (Luik)
2533. Football Féminin Bizet (Komen-Waasten - Le Bizet)
2534. FC Ville-sur-Haine (Le Rœulx - Ville-sur-Haine)
2535. FC Croatia Boirs (Bitsingen - Boirs)
2536. Léopold Club Ghlin (Bergen - Ghlin)
2537. Berchemse Sportvrienden (Antwerpen - Berchem)
2538. Pena Madridista Anderlecht (Brussel - Anderlecht)
2539. Sport Benfica de Saint-Gilles (Brussel - Sint-Gillis)
2540. Voorwaarts Wemmel (Wemmel)
2541. Damesvoetbal Lot (Beersel - Lot)
2542. Girls Tielt-Winge (Tielt-Winge)
2543. Standaard Neerwinden (Landen - Neerwinden), vroeger Standaard Wange
2544. Celtic Tilleur (Saint-Nicolas - Tilleur)
2545. FC Ekeren (Antwerpen - Ekeren)
2546. KVC Wilrijk (Antwerpen - Wilrijk), vroeger KSK Wilrijk
2547. ASE de Chastre (Chastre)
2548. ASC Berchem (Sint-Agatha-Berchem)
2549. FC Seraing (Seraing), vroeger FC La Débrouille Seraing
2550. Davo Heestert (Zwevegem - Heestert)
2551. VV Gelrode (Aarschot - Gelrode)
2552. Sport Espoir Jemeppe (Jemeppe-sur-Sambre)
2553. FC Antwerpen (Antwerpen)
2554. Maas Girls Maaseik (Maaseik)
2555. Ladies Oudenaarde (Oudenaarde)
2556. FC Velzeke (Zottegem - Velzeke)
2557. VV Halen-Zelem (Halen - Zelem)
2558. VK Zogge Lady's (Hamme - Zogge)
2559. Tongeren DV (Tongeren - Nerem), vroeger Dames Voetbal Nerem
2560. Eendracht Sint-Joris Alken (Alken - Sint-Joris)
2561. JS Meslin-Grand Marais (Lessen - Woelingen)
2562. CAPS Namur (Namen)
2563. AC Milanello Herstal (Herstal), vroeger AC Milanello Vottem
2564. VC Tielen (Kasterlee - Tielen)
2565. FC Nieuw Ledeberg (Gent - Ledeberg)
2566. VC Poederlee (Lille - Poederlee)
2567. Damesvoetbal Borgloon (Borgloon)
2568. Cerkelladies Brugge (Brugge - Sint-Kruis)
2569. GLC de Woluwé (Sint-Pieters-Woluwe / Sint-Lambrechts-Woluwe), vroeger GLC de Woluwé-Saint-Pierre
2570. Stade Everois Racing Club (Evere)
2571. Jeunesse Belgo Marocaine (Brussel), vroeger European FC Bruxelles
2572. FC Istanbul Evere (Evere)
2573. SC Oneutois (Comblain-au-Pont - Oneux)
2574. FC Bruxelles-Senne (Brussel)
2575. VV Schoor 98 (Balen - Schoor)
2576. JS Eghezée (Éghezée)
2577. FC Athus 2000 (Aubange - Athus)
2578. SK Kampelaar (Kampenhout)
2579. Renaissance Sporting Hemptinne (Fernelmont - Hemptinne)
2580. SOS Boxbergheide Genk (Genk - Boxbergheide)
2581. JC Chicago-Nekkerspoel (Mechelen - Nekkerspoel)
2582. VK Sparta Gent (Gent) - opgeheven
2583. FC Avrasya Gent (Gent)
2584. VC Sluizen (Tongeren - Sluizen)
2585. FC Sporting Namur (Namen - Flawinne), vroeger FC Italia Namur
2586. Sporting Genk Zuid (Genk), vroeger AC Kolderbos
2587. Standaard Muide Gent (Gent - Muide), vroeger Racing Muide Gent
2588. FC Etterbeek Armenia (Etterbeek)
2589. Sporting Kortenberg (Kortenberg)
2590. Sporting Woluwe-Amitié (Woluwe)
2591. ASD Ramegnies-Chin (Doornik - Ramegnies-Chin)
2592. All. Fexhe et Slins - Fragnee (Juprelle - Fexhe-Slins), vroeger Entente Fexhe et Slins
2593. AFFSS (Association des fédérations francophones du sport scolaire) (Franstalige Gemeenschap)
2594. FC Fémina White Star Woluwe (Sint-Lambrechts-Woluwe)
2595. VK Koekelare (Koekelare)
2596. Club Roeselare (Roeselare)
2597. FC Merchtem 2000 (Merchtem)
2598. SVH Waasmunster (Waasmunster)
2599. ES Jamboise (Jambes)
2600. VC Herentals (Herentals)
2601. Dames Voetbal Balen (Balen)
2602. VE Stabroek (Stabroek)
2603. Eendracht Ooigem (Ooigem)
2604. FC Auderghem (Oudergem)
2605. RACS Couillet, voorheen FC Wagnenies 61, Racing Club de Charleroi, RCD Marcinelle en Jeunesse Sportive Marcinelle
2606. FC Juventus Herstal (Herstal)
2607. CS Féminin Auvelais (Auvelais)
2608. Dames Voetbal Tessenderlo (Tessenderlo)
2609. FC Gierle (Gierle)
2610. FC Dames Ravels Eel (Eel)
2611. SK Berlaar (Berlaar)
2612. VK Wikings Kortrijk (Kortrijk)
2613. Atlas Linter (Linter)
2614. FC Hévillers-Nethen (Hévillers)
2615. FC Ellas Liège (Luik)
2616. Heidebloem Dilsen VV (Dilsen-Stokkem - Dilsen), vroeger Dilsen VV
2617. AFCCM Braine (Eigenbrakel), vroeger Association FC Braine en AFCCM Waterloo
2618. J.V.V. Sint-Andries (Brugge - Sint-Andries)
2619. FC Sporting Heverlee (Oud-Heverlee)
2620. FC Olympic Namur (Namen)
2621. Jong Vijve (Waregem - Sint-Eloois-Vijve)
2622. FC Flénu (Bergen - Flénu)
2623. Dames Zulte Waregem (Zulte, vroeger Dames Zultse VV
2624. SK Torhout (Torhout)
2625. JS Bois-de-Villers (Profondeville - Bois-de-Villers)
2626. FC Fémina La Louvière (La Louvière)
2627. JS Seraing (Seraing)
2628. FC Havré (Bergen - Havré)
2629. Fémina Sporting de Charleroi (Charleroi)
2630. FC Saint-Josse (Sint-Joost-ten-Node / Evere)
2631. DVC Land Van Grimbergen (Grimbergen)
2632. Eendracht Hekelgem (Affligem), vroeger FC Eendracht Affligem
2633. VC Mortsel Oude God (Mortsel - Oude God)
2634. FC Oxford Hemiksem (Hemiksem)
2635. Excelsior Anderlecht (Anderlecht)
2636. FC Jeunesse Molenbeek (Sint-Jans-Molenbeek )
2637. Rangers Opdorp (Buggenhout - Opdorp)
2638. FC Young Stars Antwerp (Antwerpen - Deurne)
2639. Racing Nieuwenrode (Kapelle-op-den-Bos - Nieuwenrode)
2640. MCS Sport Liège (Luik)
2641. FC Tilleur Saint-Nicolas (Saint-Nicolas - Tilleur)
2642. Jong Zulte (Zulte)
2643. Vurste 92 (Gavere - Vurste)
2644. Racing FC Fosses (Fosses-la-Ville), vroeger JS Fossoise
2645. FC Young Stars Eeklo (Eeklo)
2646. Stade Disonais (Dison)
2647. Inter Sport Winterslag (Genk - Winterslag)
2648. FC Diyanet Zaventem (Zaventem)
2649. FC Suryoyes Bruxellois (Brussel - Neder-Over-Heembeek)
2650. FC Union Espagnolle de Dolhain (Limbourg - Dolhain)
2651. SK Denderhoutem (Haaltert - Denderhoutem)
2652. Dames Sporting Club Aalst (Aalst)
2653. Gentse Rangers 2002 (Gent)
2654. FC Pelgrim United Merksem (Antwerpen - Merksem)
2655. FC Gerda Waasland Sint-Niklaas (Sint-Niklaas), vroeger SK Gerda Sint-Niklaas
2656. SD Entente Jettoise (Jette)
2657. FC Racing Molenbeek (Sint-Jans-Molenbeek)
2658. US Nevraumont (Bertrix - Nevraumont)
2659. VC Moldavo (Mol)
2660. Sporting Club Hillegem (Herzele - Hillegem)
2661. USF Montrœul-Dergneau (Frasnes-lez-Anvaing - Montrœul-au-Bois)
2662. Solières Sport (Hoei - Solières)
2663. Pamel 88 (Roosdaal - Pamel)
2664. Verbroedering Zwijndrecht (Zwijndrecht)
2665. United Gent (Gent)
2666. Inter Gent (Gent)
2667. Damesvoetbal Opglabbeek (Opglabbeek)
2668. Racing White de Woluwe (Sint-Lambrechts-Woluwe)
2669. SK Zandbergen (Geraardsbergen - Zandbergen)
2670. Grupo Desportivo Poulseur (Comblain-au-Pont - Poulseur)
2671. FC Ath Sport (Ath)
2672. Racing Saint-Amand (Fleurus - Saint-Amand)
2673. Jeunesse Sportive de Bray (Binche - Bray)
2674. WK Sint-Goriks (Zottegem - Sint-Goriks-Oudenhove)
2675. FC Anderlecht-Milan (Anderlecht)
2676. SV Koolkerke (Brugge - Koolkerke)
2677. Olympic Molen Sport Ingelmunster (Ingelmunster)
2678. Voetbalclub Heuvelland (Heuvelland)
2679. FC Jong Merksem (Antwerpen - Merksem)
2680. FC Charleroi (Charleroi)
2681. Sporting Schaerbeek (Schaarbeek)
2682. FC Apollo-Nielse (Niel)
2683. VC Dames Eendracht Aalst (Aalst)
2684. FC Ixelles (Elsene)
2685. Racing White Daring Molenbeek 2003 (Sint-Jans-Molenbeek), vroeger R. Whitestar D. Molenbeek
2686. Eendracht Elene (Zottegem - Elene)
2687. FC Laagland Merksem (Antwerpen - Merksem)
2688. SC Montignies (Charleroi - Montignies-sur-Sambre)
2689. F.C. Genclerbirligi Zele (Zele)
2690. FC Molenbeek City (Sint-Jans-Molenbeek)
2691. FC Nandrin (Nandrin)
2692. Leest United (Mechelen - Leest)
2693. VK Jong Neigem (Ninove - Neigem)
2694. FC Centre Sport (La Louvière - Haine-Saint-Pierre)
2695. Sporting Oud-Heverlee Leuven (Oud-Heverlee), vroeger Oud-Heverlee Leuven 2
2696. US Espérance Aldegonde (Morlanwelz - Mont-Sainte-Aldegonde)
2697. Jodoigne FC (Geldenaken)
2698. SC Bon Air (Anderlecht - Bon Air)
2699. FC Binkom (Lubbeek - Binkom)
2700. FC United Anderlecht (Anderlecht), vroeger Dynamo Anderlecht
2701. Sporting Burcht FC (Zwijndrecht - Burcht)
2702. Racing Voetbalclub Hoboken (Antwerpen - Hoboken)
2703. VK Liedekerke (Liedekerke)
2704. Trabzon Schaerbeek (Schaarbeek)
2705. FC Jupille (Luik - Jupille-sur-Meuse)
2706. SNA Keiberg (Scherpenheuvel-Zichem - Keiberg)
2707. VS Destelbergen (Destelbergen
2708. FC Moreda Uccle (Ukkel)
2709. RRC de Bruxelles 1891 (Brussel)
2710. Union Sportive Walcourt (Walcourt)
2711. Den Hert Welle Denderhoutem (Haaltert - Denderhoutem)
2712. FC Eendracht Onkerzele (Geraardsbergen - Onkerzele)
2713. SK Ooidonck Leerne (Deinze - Bachte-Maria-Leerne)
2714. Football Club Cheratte (Wezet - Cheratte)
2715. Union Sportive Wodecq (Elzele - Wodecq)
2716. FC Brothers Flemalle (Flémalle)
2717. JS Ramecroix (Doornik - Gaurain-Ramecroix)
2718. SK Landskouter (Oosterzele - Landskouter), vroeger SK Ladies Landskouter
2719. SK Heusden 06 (Heusden-Zolder - Heusden)
2720. Sporting Ertvelde (Evergem - Ertvelde)
2721. JV Lo-Reninge (Lo-Reninge)
2722. FC Eendracht Kuurne (Kuurne)
2723. FC United Richelle (Wezet - Richelle)
2724. Ladies Merksem (Antwerpen - Merksem)
2725. Denizlispor Anderlecht (Brussel - Anderlecht)
2726. FC Harchies-Bernissart (Bernissart - Harchies)
2727. FC Dour (Dour)
2728. FC Union Astene (Deinze - Astene), vroeger FC Union Mariakerke
2729. Vitoria Futebol Clube de Antuerpia (Antwerpen)
2730. FC Herderen-Millen (Riemst - Herderen), vroeger Football Club Herderen
2731. FC Espoir Molenbeek (Brussel - Sint-Jans-Molenbeek)
2732. Sport Haren (Brussel - Haren (Brussel))
2733. Olympique Molenbeekois (Brussel - Sint-Jans-Molenbeek)
2734. VC Boekhoute (Assenede - Boekhoute)
2735. FC Schoonbroek (Retie - Schoonbroek)
2736. FC Mont de l'Enclus (Mont-de-l'Enclus)
2737. FC Borght (Grimbergen - Borgt)
2738. Membruggen V&V (Riemst - Membruggen)
2739. Livinas Elverdinge (Ieper - Elverdinge)
2740. Sporting Club Aarschot (Aarschot)
2741. FC Ladies Rapide Wezemaal (Rotselaar - Wezemaal)
2742. DV Kortrijk (Kortrijk), vroeger Davo Rollegem
2743. FC Péronnes (Binche - Péronnes-lez-Binche)
2744. VKZ Hamme-Zogge (Hamme - Zogge)
2745. FC Torgny-Rouvroy (Rouvroy - Torgny)
2746. Football Club Bercheux (Vaux-sur-Sûre - Bercheux)
2747. Dames Football Club Ternat (Ternat)
2748. Football Club Gullegem (Wevelgem - Gullegem)
2749. Football Club Piéton (Chapelle-lez-Herlaimont - Piéton), vroeger F. Chapelle-Piéton G.
2750. FC Bosdam Beveren (Beveren
2751. DVC Veerle Zwart-Wit (Laakdal - Veerle)
2752. FC Geetbets (Geetbets)
2753. AC Milanello Herstal (Herstal), vroeger AC Milanello Vottem (Herstal - Vottem)
2754. VK Duffel (Duffel)
2755. Oursonnes de Saint-Ghislain (Saint-Ghislain)
2756. Racing Club Nieuwenrode (Kapelle-op-den-Bos - Nieuwenrode)
2757. AS Docherie (Charleroi - Marchienne-au-Pont - La Docherie)
2758. Racing Club Vaux (Chaudfontaine - Vaux-sous-Chèvremont)
2759. FC Iris Woluwe (Sint-Lambrechts-Woluwe)
2760. Herleving Red Star Haasdonk (Beveren - Haasdonk)
2761. Vriendenklub Boortmeerbeek (Boortmeerbeek)
2762. Davo Torhout (Torhout)
2763. DVC Eva's Tienen (Tienen - Kumtich)
2764. Opheers VV (Heers - Opheers)
2765. Zwarte Duivels Westmeerbeek (Hulshout - Westmeerbeek), vroeger Racing Westmeerbeek
2766. Club Olympic Trivières (La Louvière - Trivières)
2767. Damesvoetbal Leffine (Middelkerke - Leffinge)
2768. FC Neupré (Neupré)
2769. Peterbos Anderlecht (Brussel - Anderlecht)
2770. FC Musson (Musson - Baranzy), vroeger FC Baranzy
2771. Racing Fun Anderlecht (Anderlecht)
2772. AS Fontainoise (Fontaine-l'Évêque)
2773. FC Bressoux (Luik - Bressoux)
2774. Inter Barry (Doornik - Barry)
2775. Péruwelz Football Club (Péruwelz)
2776. Kontich FC (vrouwen) (Kontich).
2777. FC Wodecq (Ellezelles - Wodecq)
2778. Maccabi Brussels (Brussel - Vorst)
2779. Foot Seraing Chatqueue (Seraing - Chatqueue)
2780. WD Lierse SK (Lier)
2781. Nielse SV (Niel)
2782. FC Barchon (Blegny - Barchon
2783. FC Ayyildiz 2010 Liège (Saint-Nicolas)
2784. Racing Jeunesse Arlonaise (Aarlen), vroeger FCJ Lorraine Arlonaise Fémina
2785. FC Couillet (Charleroi - Couillet)
2786. GA Condroz-Hesbaye (Braives)
2787. Niet meer in gebruik. Was Wezel Sport FC (Wezel). Wezel speelt nu onder stamnummer 844.
2788. Cosmos Laeken (Laken)
2789. Niet meer in gebruik. Was Renouveau Union Sportive de Tournai, voorheen FC Vaulx en FC Vétérans Vaulx
2790. Athènes Sport Péronnes (Péronnes-lez-Binche)
2791. Club Brugge Dames (Brugge)
2792. FC Assyria Mechelen (Mechelen)
2793. AFCCM Braine Waterloo, vroeger SCM Braine (Eigenbrakel)
2794. VK Berg-Op (Berg (Kampenhout))
2795. FC Saint Jean Tournai (Doornik)
2796. FC Sint-Niklaas (Belsele), vroeger S.K.B. Sint-Niklaas en SK Belsele
2797. VK Laar Boortmeerbeek (Bonheiden), vroeger VK Mechelsbroek Bonheiden
2798. FC Turnhout (Turnhout)
2799. Bredene Sport (Bredene)
2800. Ertvelde United (Ertvelde)
2801. Red Star Ladies Denderhoutem (Denderhoutem)
2802. Blauberg Sport (Blauberg)
2803. FC Zandvliet (Zandvliet)
2804. Voetbal Klub Vilvoorde (Vilvoorde)
2805. Olympic Clabecq (Klabbeek)
2806. ACS Brasschaat (Brasschaat)
2807. Kessel United, vroeger Zwart Wit Eendracht Kessel (Kessel)
2808. FC Rosselaar Hulsen (Rosselaar en Hulsen)
2809. Willebroekse Sportvereniging (Willebroek)
2810. CS Turquoise Montegnée (Montegnée)
2811. FC Turkuaz Antwerpen (Antwerpen)
2812. Yellow Blue Supporterskring Beveren (Beveren)
2813. FC Ay-Yildiz Gent (Gent) - opgeheven
2814. Racing Club Marcinelle (Marcinelle), vroeger Couillet Sport (Couillet) en Marcinelle Sport
2815. Racing Nieuwrode (Nieuwrode)
2816. Calcio Genk (Genk)
2817. KAA Gent Ladies (Gent) - opgeheven, vroeger Melle Ladies (Melle)
2818. Cosmos Brussels (Brussel)
2819. FC Lesve-Arbre (Profondeville - Lesve en Arbre)
2820. ASC Marocaine Liège (Luik)
2821. SHAPE Youth FC (Zinnik - Casteau, SHAPE)
2822. Union Sportive de Neuville (Neupré - Neuville-en-Condroz)
2823. Sportief Vooruit Kortenaken (Kortenaken)
2824. D.FUFO Beringen (Beringen)
2825. RAJS Honnelloise, vroeger JS Borina Quaregnon (Quaregnon)
2826. FC Bouffioulx (Châtelet - Bouffioulx)
2827. Union Sporting Club Jemappes (Bergen - Jemappes)
2828. Olympic Marche Football Club (Marche-en-Famenne)
2829. Fémina Givry Bertogne (Bertogne - Flamierge - Givry)
2830. Les Panthères Noires de Liège (Luik)
2831. Nieuw Sterk Vlug Dapper Handzame (Kortemark - Handzame)
2832. FC Racing Boxberg (Genk - Boxbergheide)
2833. FC Genc Turk Gent (Gent)
2834. AIC Sports Grivegnée (Luik - Grivegnée)
2835. Jeunesse Saint-Nicolas (Saint-Nicolas)
2836. Union Fontinoise (Esneux - Fontin)
2837. AS Faymonville (Weismes - Faymonville)
2838. Étoile Verviétoise (Verviers)
2839. AS Brussels City (Brussel)
2840. FC Enghiennois (Edingen)
2841. JS Aiseau-Presles (Aiseau-Presles)
2842. FC Colfontaine (Colfontaine)
2843. Jong Antwerpen Sport (Antwerpen)
2844. FC Achêne (Achêne)
2845. Club Sportif Fragnée (Grace-Hollogne)
2846. AS Emul Liège (Luik)
2847. RWD Molenbeek Girls (Sint-Jans-Molenbeek), vroeger FC Molenbeek Girls
2848. FC Veldwezelt (Veldwezelt)
2849. Sporting Club Kelmis (Kelmis)
2850. Project Dynamisch Kruibeke (Kruibeke)
2851. Nova Asse-Mollem (Asse - Mollem), vroeger Juve Mollem
2852. Infinity FC Vilvoorde (Vilvoorde), vroeger Sporting Club Vilvoorde
2853. Sparta Schaffen (Schaffen)
2854. FCLC Ronse (Ronse)
2855. US Grâce-Hollogne (Grâce-Hollogne)
2856. VK Sjoeters Opwijk (Opwijk)
2857. Académie Jeunesse Molenbeek (Sint-Jans-Molenbeek), vroeger FC Jeunesse Molenbeek Académie
2858. Eskavee Zwevezele (Zwevezele)
2859. VK Woesten Vleteren (Vleteren)
2860. NSeth Berchem (Sint-Agatha-Berchem), vroeger FSI Berchem
2861. ES Bleid (Bleid)
2862. Renaissance Sportive Forestoise (Vorst)
2863. CS Juprelle (Juprelle)
2864. Sparta Lombeek (Sint-Katherina-Lombeek)
2865. VC Kessel (Kessel)
2866. Anderlecht SCB (Anderlecht), vroeger ASC Berchem (Sint-Agatha-Berchem)
2867. Olympique Club Forestois (Vorst), vroeger Educ'Active El Hikma Bxl FC
2868. Fusion Oostende (Oostende)
2869. Union Africa FC Bruxelles (Neder-Over-Heembeek)
2870. FC Houtaing (Houtaing)
2871. Jago Sint-Amandsberg (Sint-Amandsberg)
2872. Woluwe FC (Sint-Lambrechts-Woluwe)
2873. Racing Ans Montegnée FC (Ans)
2874. Antwerp Piranhas Academy (Antwerpen), vroeger FC Brothers United Antwerp
2875. FC Irlande Auderghem (Oudergem)
2876. Saint-Pholien Liège (Luik)
2877. FC Fontinois (Esneux - Fontin)
2878. FC Berloz (Berloz)
2879. Olympique Romsée (Romsée), vroeger Olympique Vottem (Vottem)
2880. Gewest Schelde & Leie
2881. Juventus Academy Grivegnée (Grivegnée), vroeger FC Grivegnée
2882. FC Polonia Boitsfort (Watermaal-Bosvoorde)
2883. DV Bilzen United (Bilzen)
2884. AOC Buston (Limelette)
2885. VK Langemark-Poelkapelle (Langemark-Poelkapelle)
2886. Brussels Sport AFCA (Ukkel), vroeger FC Academy Espanola Uccle en CFU Espanola Anderlecht (Anderlecht)
2887. Athletic Club Quaregnon-Wasmuel (Quaregnon), vroeger AEDEC Quaregnon-Wasmuel
2888. FC Ronvau Chaumont (Chaumont-Gistoux)
2889. Saint Guidon Anderlecht - (Anderlecht)
2890. Belcika Beringen Fenerbahce Dernegi - (Beringen)
2891. Entente Chapelloise - (Chapelle-lez-Herlaimont - Piéton)
2892. Cercle Sportive Verviers (Verviers), vroeger CS Jeunesse Verviertoise
2893. SV Wondelgem (Wondelgem)
2894. Alberta FC Schilde (Zoersel)
2895. SK Plenke Werchter (Werchter)
2896. FC Dampoort Gent (Gent)
2897. FC Rooigem Rangers (Gent), vroeger FC Rooigem
2898. Jong Helkijn (Helkijn)
2899. VV 9000 Gent (Zwijnaarde)
2900. Brussels United FC (Brussel), vroeger Brussels FC United
2901. Ascades Renaissance Evere (Evere), vroeger Ascades-KFA Evere
2902. Brussels Fire St-Gilles (Sint-Gillis)
2903. Anneessens 25 Brussels (Anderlecht), vroeger FC Jorez Sport Anderlecht
2904. Vilvoorde-Diegem United (Vilvoorde), vroeger Vilvoorde United
2905. Vilvoorde City (Vilvoorde)
2906. Visé BMFA (Wezet)
2907. Oranje Blauw Wieze (Wieze), vroeger Oranje-Blauw Wieze
2908. BUFC Ladies Brussels (Brussel)
2909. VC Den Boskant Peizegem (Peizegem)
2910. Jong SG Dendermonde (Sint-Gillis-bij-Dendermonde), vroeger SC Jong Sint-Gillis
2911. AS Montigny (Montigny-le-Tilleul)
2912. Celtic Denée Football (Denée)
2913. Sportkring Kemzeke (Kemzeke)
2914. RFC Syriana Deurne (Deurne)
2915. FC Kortenberg Meerbeek United (Meerbeek)
2916. Football Academie D'Engis (Engis)
2917. FC Rangers Merelbeke (Merelbeke)
2918. FC Elephant Barry (Barry)
2919. Jeunesse Sportive Liègeoise (Luik)
2920. FC Amicii Bxl Jette (Brussel), vroeger FC Amicii Bruxelles
2921. Espoirs Féminins Aisne (Aisne (Durbuy))
2922. A.S.A. Molenbeek (Molenbeek)
2923. VK Poreistampers Asse (Asse)
2924. FC Flaches (Gerpinnes)
2925. FC Marolles Bruxelles (Brussel)
2926. SCE Vooruit Denderhoutem (Denderhoutem)
2927. FC Antwerp Talents (Antwerpen)
2928. FC Warriors Antwerpen (Antwerpen)
2929. Wapper Antwerpen (Antwerpen)
2930. Sportkring Aalst (Aalst)
2931. FC Los Incas Wijnegem (Wijnegem)
2932. US Quiévrainoise 70 (Quiévrain)
2933. FC Borina Quaregnon (Wasmuel), voorheen FC Academy Quaregnon Wasmuel
2934. Skill Racing Union Verviers (Verviers)
2935. VK Velle (Temse)
2936. Unico Tongeren, vroeger VC Jekervallei Sluizen (Sluizen (Tongeren))
2937. Stade Mouscronnois, tot juni 2023 La Squadra Mouscron (Moeskroen)
2938. Entente Jeunesse Fléron (Fléron)
2939. FC Suraye United Mechelen (Mechelen)
2940. Athletico Antwerpen (Antwerpen)
2941. Kalfort Puursica (Puurs), voorheen Puursica Puurs
2942. FC Synergy Bruxelles (Brussel)
2943. FC Sainte-Odile Élouges (Élouges)
2944. G-Sport Vorselaar (Vorselaar)
2945. FC Antwerpen Noord (Antwerpen)
2946. FC Inter Hasselt (Hasselt)
2947. Galatasaray Antwerpen (Antwerpen)
2948. SV Ingelmunster (Ingelmunster)
2949. VVC Brasschaat (Brasschaat)
2950. FC Bertrix (Bertrix)
2951. MS Herstal Milmort (Herstal - Milmort)
2952. Merchtem United (Merchtem)
2953. Union Sportive Musson (Musson)
2954. FC Porto Brussels (Anderlecht)
2955. NATO HQ Brussels Youth FA (Haren)
2956. FC Strombeek 1932 (Strombeek-Bever)
2957. Racing Anderlecht (Anderlecht)
2958. FC Saint-Nicolas Tilleur (Tilleur)
2959. Dendermondse Jeugd 2020 (Dendermonde)
2960. AFC Evere (Evere)
2961. Sporting Excel Jemeppe (Jemeppe-sur-Sambre)
2962. Union Sportive SG Anderlecht (Anderlecht)
2963. Namur City (Namen)
2964. Jeunesse Docherie 61 (Marchienne-au-Pont)
2965. FC Grand-Reng (Erquelinnes)
2966. Racing White Woluwe (Sint-Lambrechts-Woluwe)
2967. RR Breivelde-Zottegem (Zottegem)
2968. Sporting Club Duffel (Duffel)
2969. Waterloo Lion's FC (Waterloo)
2970. FC Walhain (Walhain)
2971. VC Immer Oost (Oosterwijk)
2972. AC Barry-Carrieres (Barry)
2973. Sporting Club Farciennes (Farciennes)
2974. FC Bomal (Bomal-sur-ourthe)
2975. KFC Inkad Diegem (Machelen)
2976. Sporting Synergy Bruxelles (Sint-Agatha-Berchem)
2977. Foot Fun Family Brussels (Haren)
2978. Belgian Deaf Sports Committee
2979. FA Nieuwpoort (Nieuwpoort)
2980. La Jeunesse Sclaynoise (Sclayn)
2981. Orly Harelbeke (Hulste)
2982. LIA Everbeur (Zichem)
2983. Generation Fefa Anderlecht (Anderlecht)
2984. Jeunesse Trazegnies (Trazegnies)
2985. FC Anatolia Gent (Gent)
2986. AC Jeunesse Molenbeek (Molenbeek)
2987. G-Voetbal Marke (Marke)
2988. SV Blauw Wit Temse (Temse)
2989. FC Snefballeuses (Feluy)
2990. Renaissance Club Fontin (Esneux)
2991. FC Femina Grâce-Hollogne (Grâce-Hollogne)
2992. Jeunesse Farciennes (Farciennes)
2993. SC Jodoigne (Geldenaken)
2994. Les Leopards d'Anvers (Antwerpen)
2995. FC Machelen (Machelen)
2996. FC Gent City (Gent)
2997. FC Quevy Genly (Genly)
2998. Football Girls Leuven (Leuven)
2999. Fumal FC (Fumal) (Opgeheven)
3000. Daring Club Wezembeek-Oppem (Wezembeek-Oppem)
3001. Inter Brussels (Elsene)
3002. Jeugd Sport België 1060 Sint-Gillis (Opgeheven)
3003. FC Tours (Villers-aux-Tours)
3004. Sporting Salzinnes Namur (Salzinnes)
3005. Carolo Football Charleroi (Charleroi)
3006. G-FC Grasduikers Assenede (Assenede)
3007. Renaissance US Grand-Reng (Grand-Reng)
3008. Koboz United Aalst (Aalst)
3009. Geraardsbergen United (Geraardsbergen)
3010. Antwerp Diamonds FC (Antwerpen)
3011. Anderlecht Youth Talents (Anderlecht)
3012. Jeunesse Sportive Erpion (Erpion)
3013. ES Fraire (Fraire)
3014. FC Herbeumont (Herbeumont)
3015. Olympique de Bruxelles (Brussel)
3016. FC Les Oranges de Liège (Luik)
3017. CFC Pontisse Herstal (Herstal)
3018. Renaissance FC Carnières (Carnières)
3019. Atl. S.C. Boys Anderlecht (Anderlecht)
3020. FC Pirate Leuven (Leuven)
3021. FC Wolves Brussels (Anderlecht)
3022. King Njies AK Halle (Halle)
3023. Stade Mouscronnois Girls (Dottignies)
3024. JGA Charleroi (Marchienne-au-Pont)
3025. Jeugdvoetbal Groot Riemst (Riemst)
3026. FC Dracuna Gent (Gent)
3027. Voetbalacademie Temse (Temse)
3028. FC Dadizele Sport (Dadizele)
3029. JUNA Foot Salm-Sart-Lierneux (Vielsalm)
3030. Renaissance Sporting Club Bruyelle (Bruyelle)
3031. JV Groot Oosterzele (Oosterzele)
3032. Jeunesse Montegnee Saint-Nicolas Tilleur (Tilleur)
3033. Namur Sports (Namen)
3034. Union Sportive Mouscronnoise (Moeskroen)
3035. FC Bucovina Loenhout (Loenhout)
3036. VC Deurne Antwerpen (Deurne)
3037. FC Inter Gent (Gent)
3038. Jong Eernegem (Eernegem)
3039. Maluka Football Academy Deurne (Deurne)
3040. Vesdre Foot Academy (Baelen)
3041. Union Sportive Couvinoise (Dailly)
3042. Cité Sports Grâce-Hollogne (Grâce-Hollogne)
3043. Jong Anzegem (Anzegem)
3044. Football Club Othee (Othee)
3045. FC Alken United (Alken)
3046. Phénix Academy Club Mons (Bergen)
3047. Voetbal Kids MD Erembodegem (Aalst)
3048. Espoir Sportif Fraire (Fraire)
3049. Santos Gent (Gent)
3050. Sporting Club Gent (Gent)
3051. Peutie FC (Peutie)
3052. Sporting Club Antwerpen (Merksem)
3053. Escala Soccer Antwerpen (Antwerpen)
3054. Westerlo Kemphanen VC (Westerlo)
3055. Neerwinden FC (Neerwinden)
3056. Perwez SC (Perwez)
3057. FC Gold Academy Molenbeek (Sint-Jans-Molenbeek)
3058. VC Heers-Bovelingen Jeugd (Heers)
3059. Rapide Liège FC (Luik)
3060. DAWM Anderlecht FC (Anderlecht
3061. Apicoles Tilffois FC (Esneux)
3062. Ethe Belmont Football Club (Ethe)
3063. FC Rosanero Liège Melen (Melen)
3064. Union Aubeloise (Aubel)
3065. Engis FC (Engis)
3066. FC United Borgerhout (Borgerhout)
3067. Sport013 Football Diest (Molenstede-Diest)
3068. AC Bormstraat Kapelle (Kapelle-op-den-Bos)
3069. Sporting Club Schoten (Schoten)
3070. Atletico Adler FC Bonheiden (Bonheiden)
3071. FC România 2025 Limelette (Limelette)
3072. OLSA Nederbrakel (Brakel)
3073. FC Jeunesse Houssoise (Blegny)
3074. Ottignies-Limelette FC (Ottignies-Limelette)
3075. VC Jong Brasschaat (Brasschaat)
3076. RBW Molse SK (Mol)
3077. VCM Ukkel (Ukkel)
3078. Illyrian FC Blegny (Blegny)

Argentinië · 
België · 
Brazilië · 
Duitsland · 
Engeland · 
Frankrijk · 
India · 
Italië ·
Kroatië ·  
Nederland · 
Oostenrijk · 
Portugal · 
Schotland · 
Spanje · 
Turkije